# Genealogia dels Borbons
La genealogia del borbons és una recopilació genealògica general de les diferents branques de la família.

## Llista de branques
Branques anteriors a Enric IV
- la primera nissaga de senyors de Borbó es va extingir en línia masculina el 1171, i per via femenina fou transmesa a:
- la casa de Borbó-Dampierre extinta en línea masculina el 1283, transmesa per via femenina a:
- la casa capeta de Borbó, de la que:
  - la casa del ducs de Borbó, Alvèrnia i Forez (1327) de la qual:
    - la casa il·legítima de Borbó Busset
    - la casa de Borbó-Montpensier, Comtes de Montpens I (des de 1434, extinta el 1496)
    - la casa il·legítima de Borbó-Roussillon
    - la casa il·legítima de Borbó-Lavedan

  - la casa de Borbó-La Marca (des de 1322, extinta el 1438), de la que deriva:
    - la casa de Borbó-Vendôme de la qual:
      - els reis de França
      - la casa de Borbó-Montpensier, ducs de Montpensier (des de 1539, extinta el 1693)

    - la casa de Borbó-Preaux (1410- +)
    - la casa de Borbó-Carency (des de 1390, extingida el 1520), de la que deriva: 
      - la casa de Borbó-Duisant (1450-?)

El 1589, Enric IV de França va pujar al tron. De la seva descendencia sorgeix la:
- Dinastia borbònica

comprenent les branques següents:
- Borbons d'Espanya
  - Reis de les Dues Sicílies
  - Ducs de Parma o Borbó Parma
- Casa d'Orleans

## Genealogia dels Borbons abans d'Enric IV
```
Robert de França
 (1256-1317), comte de Clermont (fill de 
Lluís IX de França
 (1215-1270) i de 
Margarida de Provença
)
X 
Beatriu de Borgonya
 (1257-1310), senyora de Borbó
├─>
Lluís I
 (1280-1342), duc de Borbó
│ X Maria d'Avesnes (1280-1354)
│ │
│ ├─>
Pere I
 (1311-1356), duc de Borbó
│ │ X Isabel de Valois (1313-1383)
│ │ │
│ │ ├─>
Joana
 (1337-1378)
│ │ │ x 
Carles V de França

│ │ │
│ │ ├─>
Lluís II
 (1337-1410), duc de Borbó
│ │ │ X 
Anna d'Auvergne
 (1358-1417), comtessa de Forez
│ │ │ │
│ │ │ ├─>
Joan I
 (1381-1434), duc de Borbó
│ │ │ │ X 
Maria de Berry
 (1367-1434)
│ │ │ │ │
│ │ │ │ ├─>
Carles I
 (1401-1456), duc de Borbó
│ │ │ │ │ X 
Agnès de Borgonya
 (1407-1476)
│ │ │ │ │ │
│ │ │ │ │ ├─>
Joan II
 (1426-1488), duc de Borbó
│ │ │ │ │ │ X 1) 
Joana de França
 (1430-1482)
│ │ │ │ │ │ X 2) Caterina d'Armagnac (+1487)
│ │ │ │ │ │ X 3) Joana de Borbó-Vendôme (1465-1512)
│ │ │ │ │ │ │
│ │ │ │ │ │ ├2>Joan (1487-1487), comte de Clermont
│ │ │ │ │ │ │
│ │ │ │ │ │ └3>Lluís (1488-1488), comte de Clermont
│ │ │ │ │ │ │
│ │ │ │ │ │ ├i>Mateu
│ │ │ │ │ │ │
│ │ │ │ │ │ ├i>Hèctor (+1502), arquebisbe de Toulouse
│ │ │ │ │ │ │
│ │ │ │ │ │ ├i>Pere
│ │ │ │ │ │ │
│ │ │ │ │ │ ├i>Maria (+1482)
│ │ │ │ │ │ │ X Jaume de Sainte-Colombe
│ │ │ │ │ │ │
│ │ │ │ │ │ ├i>Margarida (1445-1482)
│ │ │ │ │ │ │ X Joan de Ferrieres (+1497)
│ │ │ │ │ │ │
│ │ │ │ │ │ └i>Carles (+1502), vescomte de Lavedan
│ │ │ │ │ │ X Lluïsa du Lion, vescomtessa de Lavedan

Casa il·legítima de Borbó-Lavedan

│ │ │ │ │ │ │
│ │ │ │ │ │ └─>'
Branca il·legítima de Borbó-Lavedan

│ │ │ │ │ │
│ │ │ │ │ ├─>Maria (1428-1448)
│ │ │ │ │ │ X 
Joan II de Lorena
 (1425-1470)
│ │ │ │ │ │
│ │ │ │ │ ├─>Felip, senyor de Beaujeu (1430-1440)
│ │ │ │ │ │
│ │ │ │ │ ├─>
Carles II
 (1434-1488), cardenal, arquebisbe de Lió, duc de Borbó
│ │ │ │ │ │ │
│ │ │ │ │ │ └i>Isabel París (+1497)
│ │ │ │ │ │ X Gilbert de Chantelot
│ │ │ │ │ │
│ │ │ │ │ ├─>Isabel (1436-1465)
│ │ │ │ │ │ X 
Carles el Temerari
 (+1477)
│ │ │ │ │ │
│ │ │ │ │ ├─>
Lluís
 (1438-1482), bisbe de Lieja
│ │ │ │ │ │ X Desconeguda
│ │ │ │ │ │ │

Casa il·legítima de 
Borbó-Busset

│ │ │ │ │ │ ├─>i>Pere de Borbó (1464-1529), baró de Buss i
│ │ │ │ │ │ │ X Margarida de Tourzel, senyora de Buss i (+1531)
│ │ │ │ │ │ │ │
│ │ │ │ │ │ │ └─>
branca il·legítima dels Borbó Busset

│ │ │ │ │ │ │
│ │ │ │ │ │ ├─>Lluís (1465-1500)
│ │ │ │ │ │ │
│ │ │ │ │ │ └─>Jaume (1466-1537)
│ │ │ │ │ │
│ │ │ │ │ ├─>
Pere II de Beaujeu
 (1438-1503), duc de Borbó
│ │ │ │ │ │ x 
Anna de França
 (1462-1522)
│ │ │ │ │ │ │
│ │ │ │ │ │ ├─>Carles, comte de Clermont (1476-1498)
│ │ │ │ │ │ │
│ │ │ │ │ │ └─>
Susanna de Borbó
 (1491-1521)
│ │ │ │ │ │ x 
Carles III de Borbó
 (1490-1527)
│ │ │ │ │ │
│ │ │ │ │ ├─>Caterina (1440-1469)
│ │ │ │ │ │ X Adolf de Gueldres (1438-1477)
│ │ │ │ │ │
│ │ │ │ │ ├─>Joana (1442-1493)
│ │ │ │ │ │ X Joan II de Chalon, príncep d'Orange (+1502)
│ │ │ │ │ │
│ │ │ │ │ ├─>Margarida (1444-1483)
│ │ │ │ │ │ X 
Felip II de Savoia
 (1438-1497)
│ │ │ │ │ │
│ │ │ │ │ └─>Jaume (1445-1468)
│ │ │ │ │ │

Casa il·legítima de Borbó-Roussillon

│ │ │ │ │ ├i>Lluís (+1487), comte de Roussillon-en-Delfí e i de Ligny
│ │ │ │ │ │ X Joana de França (+1519)
│ │ │ │ │ │ │
│ │ │ │ │ │ ├─>Carles (+1510), comte de Roussillon i de Ligny
│ │ │ │ │ │ │ X Anna de La Tour (+1530)
│ │ │ │ │ │ │
│ │ │ │ │ │ ├─>Susanna (1466-1531), comtessa de Roussillon i de Ligny
│ │ │ │ │ │ │ X Joan de Chabannes, comte de Dammartin
│ │ │ │ │ │ │ X 2) Charles, senyor de Boulainvilliers (+1529)
│ │ │ │ │ │ │
│ │ │ │ │ │ └─>Anna
│ │ │ │ │ │ │ X Joan II, baró d'Arpajon
│ │ │ │ │ │ │
│ │ │ │ │ │ └i>Joan, abat de Senilly
│ │ │ │ │ │
│ │ │ │ │ ├i>Renald (+1483), arquebisbe de Narbona 1483
│ │ │ │ │ │ │
│ │ │ │ │ │ ├i>Carles (1461-1504), bisbe de Clermont
│ │ │ │ │ │ │
│ │ │ │ │ │ └i>Susanna
│ │ │ │ │ │ X Lluís de Gonstaves, senyor de Chazelles
│ │ │ │ │ │
│ │ │ │ │ ├i>Pere (+1490), sacerdot, senyor du Bois-d'Yoin-en-Liónais
│ │ │ │ │ │ │
│ │ │ │ │ │ ├i>Antonieta
│ │ │ │ │ │ │ X Pierre Dyenne
│ │ │ │ │ │ │
│ │ │ │ │ │ └i>Caterina
│ │ │ │ │ │ X Pierre Holiflant
│ │ │ │ │ │
│ │ │ │ │ ├i>Joana
│ │ │ │ │ │ X Joan du Fay, senyor de Bray-en-Touraine
│ │ │ │ │ │
│ │ │ │ │ ├i>Carlota
│ │ │ │ │ │ X Odilles de Senay
│ │ │ │ │ │
│ │ │ │ │ ├i>Sidoina
│ │ │ │ │ │ X Renat, senyor de Bus
│ │ │ │ │ │
│ │ │ │ │ └i>Caterina, abadessa de Sainte-Claire-d'Aigueperse
│ │ │ │ │
│ │ │ │ ├─>Lluís, comte de Forez (1403-1412)
│ │ │ │ │

Casa de Borbó-Montpensier

│ │ │ │ └─>
Lluís I
, comte de Montpensier
│ │ │ │ │ X 1) 
Joana I, delfina d'Alvèrnia
 (+1436)
│ │ │ │ │ X 2) Gabriela de La Tour (+1486)
│ │ │ │ │ │
│ │ │ │ │ ├2>
Gilbert
 (1443-1496), comte de Montpensier
│ │ │ │ │ │ X Clara Gonzaga (1464-1503)
│ │ │ │ │ │ │
│ │ │ │ │ │ ├─>
Lluïsa
 (1482-1561), duquessa de Montpensier, delfí e d'Auvergne
│ │ │ │ │ │ │ X 1) Andreu III de Chauvigny (+1503)
│ │ │ │ │ │ │ X 2) 
Lluís de Borbó
, príncep de la Roche-sur-Yon (1473-1520)
│ │ │ │ │ │ │
│ │ │ │ │ │ ├─>
Lluís II
 (1483-1501), comte de Montpensier
│ │ │ │ │ │ │
│ │ │ │ │ │ ├─>
Carles III de Borbó
 (1490-1527), duc de Borbó (1490-1527)
│ │ │ │ │ │ │ X 
Susanna de Borbó
 (1491-1521)
│ │ │ │ │ │ │ │
│ │ │ │ │ │ │ ├─>Francesc, comte de Clermont (1517-1518)
│ │ │ │ │ │ │ │
│ │ │ │ │ │ │ └─>dos bessons (1518-1518)
│ │ │ │ │ │ │ │
│ │ │ │ │ │ │ └i>Caterina
│ │ │ │ │ │ │ X Bertrand Salmart, senyor de Ressis
│ │ │ │ │ │ │
│ │ │ │ │ │ ├─>Francesc (1492-1515), duc de Chatellerault
│ │ │ │ │ │ │
│ │ │ │ │ │ ├─>Renée, senyora de Mercœur (1494-1539)
│ │ │ │ │ │ │ X 
Antoni de Lorena
 (1489-1544)
│ │ │ │ │ │ │
│ │ │ │ │ │ └─>Anna (1495-1510)
│ │ │ │ │ │
│ │ │ │ │ ├2>Joan (1445-1485)
│ │ │ │ │ │
│ │ │ │ │ ├2>Gabriela (1447-1516)
│ │ │ │ │ │ X Lluís de la Tremoille, príncep de Talmond (+1525)
│ │ │ │ │ │
│ │ │ │ │ └2>Carlota (1449-1478)
│ │ │ │ │ X Wolfart van Borsselen, comte de Grandpré (+1487)
│ │ │ │ │
│ │ │ │ ├i>Joan, comte de Velay, bisbe de Puy-Rembert-en-Forez 1485
│ │ │ │ │
│ │ │ │ ├i>Alexandre, sacerdot
│ │ │ │ │
│ │ │ │ ├i>Guiu (+1442)
│ │ │ │ │
│ │ │ │ ├i>Margarida
│ │ │ │ │ X 
Rodrigo de Villandrando
, comte de Ribadeo
│ │ │ │ │
│ │ │ │ └i>Edmeu
│ │ │ │
│ │ │ ├─>Lluís, senyor de Beaujolais (1388-1404)
│ │ │ │
│ │ │ ├─>Caterina (1378-jove)
│ │ │ │
│ │ │ └─>Isabel (1384-ap.1451)
│ │ │ │
│ │ │ ├i>Hèctor, senyor de Dampierre-en-Champagne (1391-1414)
│ │ │ │
│ │ │ ├i>Perceval (1402-1415)
│ │ │ │
│ │ │ ├i>Pere, cavaller
│ │ │ │
│ │ │ ├i>Jaume, monjo
│ │ │ │
│ │ │ └i>Joan, senyor de Tanry
│ │ │
│ │ ├─>Joana (1339-París 1378)
│ │ │ X 
Carles V de França
 (1337-1380)
│ │ │
│ │ ├─>
Blanca
 (1339-1361)
│ │ │ X 
Pere I de Castella

│ │ │
│ │ ├─>Bona (1341-1402)
│ │ │ X 
Amadeu VI de Savoia
 (+1383)
│ │ │
│ │ ├─>Caterina (1342-1427)
│ │ │ X 
Joan VI d'Harcourt
 (+1388)
│ │ │
│ │ ├─>Margarida (1344-)
│ │ │ X 
Arnald Amanieu d'Albret
 (1338-1401)
│ │ │
│ │ ├─>Isabel (1345-)
│ │ │
│ │ └─>Maria (1347-1401), priora de Poissy
│ │
│ ├─>Joana (1312-1402)
│ │ X 
Guigó VII de Forez
 (1299-1357)
│ │
│ ├─>Margarida (1313-1362)
│ │ X 1)Joan II de Sully (+1343)
│ │ X 2)Hutin de Vermeilles
│ │
│ ├─>Maria (1315-1387)
│ │ X 1) Guy de Lusignan (1315-1343)
│ │ X 2) 
Robert de Tàrent
 (+1364)
│ │
│ ├─>Felip (1316-ap.1233)
│ │
│ ├─>Jaume (1318-1318)
│ │

 Casa de Borbó-La Marca

│ ├─>
Jaume I
 (1319-1362), 
comte de la Marca
 i 
de Ponthieu

│ │ X Joana de Chatillon, senyora de Condé i Carency(1320-1371)
│ │ │
│ │ ├─>Isabel (1340-1371)
│ │ │ X 1) Lluís II de Brienne, vescomte de Beaumont (+1364)
│ │ │ X 
Bucard VII de Vendôme
 (+1371)
│ │ │
│ │ ├─>Pere de la Marche (1342-1362)
│ │ │
│ │ ├─>
Joan de Borbó
 (1344-1393), 
comte de Vendôme
 i de la Marca
│ │ │ x 
Caterina de Vendôme
 (+1412)
│ │ │ │
│ │ │ ├─>
Jaume II
 (1370-1438), comte de la Marca
│ │ │ │ x 1) Beatriu d'Evreux
│ │ │ │ x 2) 
Joana II de Nàpols

│ │ │ │ │
│ │ │ │ ├1>Isabel (1408-ap. 1445), monja a Besançon
│ │ │ │ │
│ │ │ │ ├1>Maria (1410-dsprés de 1445), monja a Amiens
│ │ │ │ │
│ │ │ │ └1>
Eleonor de Borbó
 (1412-després de 1464)
│ │ │ │ │ x 
Bernat d'Armanyac
 (+1462)
│ │ │ │ │
│ │ │ │ └i>Claudi d'Aix, monjo a Dole
│ │ │ │
│ │ │ ├─>Anna (+1408)
│ │ │ │ X 1) 
Joan II de Berry
 (+1401), comte de Montpensier
│ │ │ │ X 2) Lluís VII (+1447), duc de Baviera-Ingolstadt
│ │ │ │
│ │ │ ├─>Isabel (1373-), monja a Poissy
│ │ │ │

Casa de Borbó-Vendôme

│ │ │ ├─>
Lluís de Borbó
 (1376-1446), comte de Vendôme
│ │ │ │ X 1) Blanca de Roucy (+1421)
│ │ │ │ X 2) Joana de Laval (1406-1468)
│ │ │ │ │
│ │ │ │ ├2>Caterina (1425-jove)
│ │ │ │ │
│ │ │ │ ├2>Gabriela (1426-jove)
│ │ │ │ │
│ │ │ │ └2>
Joan VIII de Borbó
 (1428-1478), comte de Vendôme
│ │ │ │ │ X Isabel de Beauvau
│ │ │ │ │ │
│ │ │ │ │ ├─>Joana, senyora de Rochefort (1460-1487)
│ │ │ │ │ │ X Lluís de Joyeuse, comte de Grandpré (+1498)
│ │ │ │ │ │
│ │ │ │ │ ├─>Caterina (1462-)
│ │ │ │ │ │ X Gilbert de Chabannes, baró de Rochefort
│ │ │ │ │ │
│ │ │ │ │ ├─>Joana (1465-1511
│ │ │ │ │ │ X 1) 
Joan II de Borbó
 (+1488)
│ │ │ │ │ │ X 2) Joan de la Tour, comte d'Alvèrnia i de Boulogne (1467-1501)
│ │ │ │ │ │ X 3) Francesc de la Pause, baró de la Garde
│ │ │ │ │ │
│ │ │ │ │ ├─>Renata (1468-1534), 
abadessa de Fontevraud

│ │ │ │ │ │
│ │ │ │ │ ├─>
Francesc de Borbó
 (1470-1495), comte de Vendôme
│ │ │ │ │ │ X 
Maria de Luxemburg
 († 1546)
│ │ │ │ │ │ │
│ │ │ │ │ │ ├─>
Carles IV de Borbó
 (1489-1537), duc de Borbó i de Vendôme
│ │ │ │ │ │ │ x 
Francesca d'Alençon
 (1491-1550)
│ │ │ │ │ │ │ │
│ │ │ │ │ │ │ ├─>Lluís (1514-1516), comte de Marle
│ │ │ │ │ │ │ │
│ │ │ │ │ │ │ ├─>Maria (1515-1538)
│ │ │ │ │ │ │ │
│ │ │ │ │ │ │ ├─>
Antoni I de Navarra
 (1518-1562), duc de Borbó i de Vendôme
│ │ │ │ │ │ │ │ x 
Joana III d'Albret
 (1529-1572), reina de Navarra
│ │ │ │ │ │ │ │ │
│ │ │ │ │ │ │ │ ├─>Enric (1551-1553), duc de Beaumont
│ │ │ │ │ │ │ │ │
│ │ │ │ │ │ │ │ ├─>
Enric IV de França
 (1533-1610)

Reis de França

│ │ │ │ │ │ │ │ │ │
│ │ │ │ │ │ │ │ │ └─>
Dinastia borbònica

│ │ │ │ │ │ │ │ │
│ │ │ │ │ │ │ │ ├─>Lluís, comte de Marle (1555-1557)
│ │ │ │ │ │ │ │ │
│ │ │ │ │ │ │ │ ├─>Magdalena (1556-1556)
│ │ │ │ │ │ │ │ │
│ │ │ │ │ │ │ │ └─>Caterina (1559-1604)
│ │ │ │ │ │ │ │ │ X 
Enric II de Lorena
 (1563-1624)
│ │ │ │ │ │ │ │ │
│ │ │ │ │ │ │ │ ├i>
Carles
 (1554-1610), arquebisbe de Rouen
│ │ │ │ │ │ │ │ │
│ │ │ │ │ │ │ │ └i>Jacquina d'Artigulouve
│ │ │ │ │ │ │ │ X N de Navailles
│ │ │ │ │ │ │ │
│ │ │ │ │ │ │ ├─>Margarida (1516-1589)
│ │ │ │ │ │ │ │ X Francesc I de Clèveris, duc de Nevers (+1561)
│ │ │ │ │ │ │ │
│ │ │ │ │ │ │ ├─>Magdalena (1521-1561), abadessa
│ │ │ │ │ │ │ │
│ │ │ │ │ │ │ ├─>Francesc, comte d'Enghien (1519-1546)
│ │ │ │ │ │ │ │
│ │ │ │ │ │ │ ├─>Lluís (1522-1525)
│ │ │ │ │ │ │ │
│ │ │ │ │ │ │ ├─>
Carles
 (1523-1590), cardenal, arquebisbe de Rouen
│ │ │ │ │ │ │ │ │
│ │ │ │ │ │ │ │ └i>Poullain
│ │ │ │ │ │ │ │
│ │ │ │ │ │ │ ├─>Caterina, abadessa (1525-1594)
│ │ │ │ │ │ │ │
│ │ │ │ │ │ │ ├─>Joan (1528-1557), comte de Soissons i d'Enghien, duc d'Estouteville
│ │ │ │ │ │ │ │ X Maria (1539-1601), duquessa d'Estouteville
│ │ │ │ │ │ │ │ │
│ │ │ │ │ │ │ │ └i>N de Valency (+1562)
│ │ │ │ │ │ │ │
│ │ │ │ │ │ │ ├─>Renata, abadessa de Chelles (1527-1583)
│ │ │ │ │ │ │ │
│ │ │ │ │ │ │ ├─>
Lluís I
 (1530-1569), príncep de Condé

Casa de Borbó-Condé

│ │ │ │ │ │ │ │ │
│ │ │ │ │ │ │ │ └─>
Casa de Condé (Branche de Borbó-Condé)

│ │ │ │ │ │ │ │
│ │ │ │ │ │ │ └─>Eleonor, 
abadessa de Fontevraud
 (1532-1611)
│ │ │ │ │ │ │ │
│ │ │ │ │ │ │ └i>Nicolau Carles
│ │ │ │ │ │ │ X Joana de Bordeix i de Ramers
│ │ │ │ │ │ │ │
│ │ │ │ │ │ │ ├─>Jaume
│ │ │ │ │ │ │ │
│ │ │ │ │ │ │ ├─>Miquel Charles
│ │ │ │ │ │ │ │
│ │ │ │ │ │ │ ├─>Nicolau
│ │ │ │ │ │ │ │
│ │ │ │ │ │ │ ├─>Cristòfol
│ │ │ │ │ │ │ │
│ │ │ │ │ │ │ ├─>Margarida
│ │ │ │ │ │ │ │
│ │ │ │ │ │ │ └─>Joana
│ │ │ │ │ │ │
│ │ │ │ │ │ ├─>Jaume (1490-1491)
│ │ │ │ │ │ │
│ │ │ │ │ │ ├─>Francesc I (1491-1545), comte de Saint-Pol, duc d'Estouteville
│ │ │ │ │ │ │ X Adriana,duquessa d'Estouteville (1512-1560)
│ │ │ │ │ │ │ │
│ │ │ │ │ │ │ ├─>Francesc II (1536-1546), duc d'Estouteville
│ │ │ │ │ │ │ │
│ │ │ │ │ │ │ └─>Maria, duquessa d'Estouteville, (1539-1601)
│ │ │ │ │ │ │ X 1) Joan de Borbó, comte de Soissons
│ │ │ │ │ │ │ X 2) Francesc de Clèveris, duc de Nevers (+1562)
│ │ │ │ │ │ │ X 3) Leonori, duc de Longueville (1540-1573)
│ │ │ │ │ │ │
│ │ │ │ │ │ ├─>Lluís (1493-1557), cardenal, arquebisbe de Sens
│ │ │ │ │ │ │
│ │ │ │ │ │ ├─>Antonieta (1493-1583)
│ │ │ │ │ │ │ X 
Claudi de Guisa
 (1496-1550)
│ │ │ │ │ │ │
│ │ │ │ │ │ └─>Lluïsa (1495-1575), abadessa de Fontevraud
│ │ │ │ │ │ │
│ │ │ │ │ │ └i>Jaume (1495-)
│ │ │ │ │ │

Casa de Borbó-Montpensier (ducs)

│ │ │ │ │ ├─>
Lluís
 (1473-1520), príncep de La Roche-sur-Yon
│ │ │ │ │ │ X 
Lluïsa de Montpensier
 (1482-1561)
│ │ │ │ │ │ │
│ │ │ │ │ │ ├─>Susanna (1508-1570)
│ │ │ │ │ │ │ Claudi de Rieux, comte d'Harcourt i d'Aumale (+1532)
│ │ │ │ │ │ │
│ │ │ │ │ │ ├─>
Lluís III
 (1513-1582), duc de Montpensier
│ │ │ │ │ │ │ X 1) Jacquelina de Longwy (+1561)
│ │ │ │ │ │ │ X 2) Caterina de Lorena (1552-1596)
│ │ │ │ │ │ │ │
│ │ │ │ │ │ │ ├1>Francesca (1539-1587)
│ │ │ │ │ │ │ │ X 
Enric Robert de La Marck
, duc de Bouillon, príncep de Sedan (+1574)
│ │ │ │ │ │ │ │
│ │ │ │ │ │ │ ├1>Anna (1540-1572)
│ │ │ │ │ │ │ │ X Francesc de Clèveris, duc de Nevers (+1562)
│ │ │ │ │ │ │ │
│ │ │ │ │ │ │ ├─>Joana (1541-1620), abadessa de Jouarre
│ │ │ │ │ │ │ │
│ │ │ │ │ │ │ ├1>
Francesc
 (1542-1592), duc de Montpensier
│ │ │ │ │ │ │ │ X Renata (1550-1590), marquesa de Mezières
│ │ │ │ │ │ │ │ │
│ │ │ │ │ │ │ │ └─>
Enric
 (1573-1608), duc de Montpensier
│ │ │ │ │ │ │ │ X Enriqueta Caterina (1585-1656), duquessa de Joyeuse
│ │ │ │ │ │ │ │ │
│ │ │ │ │ │ │ │ └─>
Maria
 (1605-1627), duquessa de Montpensier
│ │ │ │ │ │ │ │ x 
Gastó de França
 (1608-1660)
│ │ │ │ │ │ │ │
│ │ │ │ │ │ │ ├─>Carlota (1547-1582)
│ │ │ │ │ │ │ │ X Guillem I d'Orange-Nassau (+1584)
│ │ │ │ │ │ │ │
│ │ │ │ │ │ │ └─>Lluïsa (1548-1586), abadessa de Faremoutier
│ │ │ │ │ │ │
│ │ │ │ │ │ └─>Carles (1515-1565), príncep de la Roche sur Yon
│ │ │ │ │ │ │ X Felip de Montespedon, senyora de Beaupreau (+1578)
│ │ │ │ │ │ │ │
│ │ │ │ │ │ │ ├─>Enric, marquis de Beaupreau (154?-1560)
│ │ │ │ │ │ │ │
│ │ │ │ │ │ │ └─>Joana (1547-1548)
│ │ │ │ │ │ │
│ │ │ │ │ │ └i>Lluís dit Helvis, bisbe de Langres (+1565)
│ │ │ │ │ │
│ │ │ │ │ ├─>Carlota (1474-1520)
│ │ │ │ │ │ X Engelbert de Clèveris, comte de Nevers (+1506)
│ │ │ │ │ │
│ │ │ │ │ └─>Isabel (1475-1531), abadessa
│ │ │ │ │ │
│ │ │ │ │ ├i>Jaume de Vendôme (1455-1524), baró de Ligny
│ │ │ │ │ │ X Joana, senyora de Rubempré
│ │ │ │ │ │ │
│ │ │ │ │ │ ├─>Claudi de Borbó-Vendôme (1514-1595)
│ │ │ │ │ │ │ X Antonieta de Bours, vescomtessa de Lambercourt (+1585)
│ │ │ │ │ │ │ │
│ │ │ │ │ │ │ ├─>Antoni (+1594), vescomte de Lambercourt
│ │ │ │ │ │ │ │
│ │ │ │ │ │ │ ├─>Claudi (+1620), vescomtessa de Lambercourt
│ │ │ │ │ │ │ │ X Joan, senyor de Rambures
│ │ │ │ │ │ │ │
│ │ │ │ │ │ │ └─>Anna
│ │ │ │ │ │ │ │ X Claudi de Crequi, senyor d'Hemond
│ │ │ │ │ │ │ │
│ │ │ │ │ │ │ └i>Jaume (+1632), senyor de Ligny i de Courcelles
│ │ │ │ │ │ │ X 1) Maria de Bommy
│ │ │ │ │ │ │ X 2) Lluïsa de Gouy
│ │ │ │ │ │ │ │
│ │ │ │ │ │ │ ├─>Francesc Claudi (+1658)
│ │ │ │ │ │ │ │ X Lluïsa de Belleval
│ │ │ │ │ │ │ │
│ │ │ │ │ │ │ ├─>Francesc, senyor de Bretencourt
│ │ │ │ │ │ │ │ X Jacquelina Tillette d'Achery
│ │ │ │ │ │ │ │ │
│ │ │ │ │ │ │ │ ├─>une filla casada a un senyor dels Liós
│ │ │ │ │ │ │ │ │
│ │ │ │ │ │ │ │ └─>une filla casada a un Fortel des Essarts
│ │ │ │ │ │ │ │
│ │ │ │ │ │ │ ├─>Carles, senyor de Brétencourt
│ │ │ │ │ │ │ │
│ │ │ │ │ │ │ ├─>Margarida
│ │ │ │ │ │ │ │ X 1) Jaume de Monchy, senyor d'Amerval (+1640)
│ │ │ │ │ │ │ │ X 2) Antoni de Postel, senyor de la Grange
│ │ │ │ │ │ │ │
│ │ │ │ │ │ │ ├─>Maria Gabriela (+1629)
│ │ │ │ │ │ │ │
│ │ │ │ │ │ │ └─>Antonieta
│ │ │ │ │ │ │ X Alexandre de Touzin
│ │ │ │ │ │ │
│ │ │ │ │ │ ├─>Andreu, senyor de Rubempré
│ │ │ │ │ │ │ X 1) Anna de Busserade
│ │ │ │ │ │ │ X 2) Anna de Roncherolles
│ │ │ │ │ │ │ │
│ │ │ │ │ │ │ ├─>Joan (+jove)
│ │ │ │ │ │ │ │
│ │ │ │ │ │ │ ├─>Carles, senyor de Rubempré (+1595)
│ │ │ │ │ │ │ │
│ │ │ │ │ │ │ ├─>Lluís, senyor de Rubempré (1574-1598)
│ │ │ │ │ │ │ │
│ │ │ │ │ │ │ ├─>Margarida, senyora de Rubempré
│ │ │ │ │ │ │ │ X Joan de Monchy, senyor de Montcavrel
│ │ │ │ │ │ │ │
│ │ │ │ │ │ │ ├─>Magdalena
│ │ │ │ │ │ │ │ X Joan, senyor de Gonnelieu
│ │ │ │ │ │ │ │
│ │ │ │ │ │ │ ├─>Joana Maria, abadessa
│ │ │ │ │ │ │ │
│ │ │ │ │ │ │ └─>Margarida, monja
│ │ │ │ │ │ │
│ │ │ │ │ │ ├─>Joan (+1571), abat de Cuisey
│ │ │ │ │ │ │
│ │ │ │ │ │ ├─>Jaume, monjo
│ │ │ │ │ │ │
│ │ │ │ │ │ ├─>Caterina (+1530)
│ │ │ │ │ │ │ X Joan d'Estrées, senyor de Cœuvres
│ │ │ │ │ │ │
│ │ │ │ │ │ ├─>Joana, abadessa
│ │ │ │ │ │ │
│ │ │ │ │ │ └─>Magdalena (+ 1588), abadessa
│ │ │ │ │ │
│ │ │ │ │ └i>Lluís de Vendôme (+1510), bisbe d'Avranches
│ │ │ │ │
│ │ │ │ └i>Joan de Vendôme, senyor de Preaux (1420-1496)
│ │ │ │ X 1) Joana d'Illiers
│ │ │ │ X 2) Gillette Perdrielle
│ │ │ │ │
│ │ │ │ ├─>Joan, sacerdot
│ │ │ │ │
│ │ │ │ ├─>Francesc (+1540), sacerdot
│ │ │ │ │
│ │ │ │ ├─>Jaume
│ │ │ │ │
│ │ │ │ ├─>Mathurine
│ │ │ │ │ X Pere de Montigny, senyor de la Boisse
│ │ │ │ │
│ │ │ │ ├─>Lluïsa
│ │ │ │ │ X Joan, senyor des Loges
│ │ │ │ │
│ │ │ │ └─>Maria
│ │ │ │ X 1) senyor de La Velette en Limousin
│ │ │ │ X 2) Jaume de Gaudebert, senyor des Forges
│ │ │ │

Casa de Borbó-Carency

│ │ │ ├─>Joan (1378-1457), senyor de Carency
│ │ │ │ X 1) Caterina d'Artois (1397-1420)
│ │ │ │ X 2) Joana de Vendomois
│ │ │ │ │
│ │ │ │ ├2>Lluís (1417-1457)
│ │ │ │ │
│ │ │ │ ├2>Joan (1418-)
│ │ │ │ │
│ │ │ │ ├2>Joana (1419-)
│ │ │ │ │
│ │ │ │ ├2>Caterina (1421-)
│ │ │ │ │
│ │ │ │ ├2>Pere (1424-1481), senyor de Carency
│ │ │ │ │ X Felipota de Plaines
│ │ │ │ │
│ │ │ │ ├2>Jaume (1425-1494), senyor de Carency
│ │ │ │ │ X Antonieta de la Tour (+1450)
│ │ │ │ │ │
│ │ │ │ │ ├─>Carles, príncep de Carency (1444-1504)
│ │ │ │ │ │ X 1) Didera de Vergy
│ │ │ │ │ │ X 2) Antonieta de Chabannes (+1490)
│ │ │ │ │ │ X 3) Caterina de Tourzel
│ │ │ │ │ │
│ │ │ │ │ ├3>Bertran, príncep de Carency (1494-1515)
│ │ │ │ │ │
│ │ │ │ │ ├3>Joan (1500-1520), príncep de Carency
│ │ │ │ │ │
│ │ │ │ │ ├3>Lluïsa, princesa de Carency
│ │ │ │ │ │ X Francesc de Perusse des Cars (+1550)
│ │ │ │ │ │
│ │ │ │ │ └3>Joan (1446-), senyor de Rochefort
│ │ │ │ │ X Joana de Lille
│ │ │ │ │
│ │ │ │ ├2>Eleonora (1426-)
│ │ │ │ │
│ │ │ │ ├2>Andreueta (1427-)

Casa de Borbó-Duisant

│ │ │ │ │
│ │ │ │ └2>Felip, senyor de Duisant (1429-1492)
│ │ │ │ X Joana de Lalaing (+1475)
│ │ │ │ │
│ │ │ │ ├─>Antoni, senyor de Duisant
│ │ │ │ │ X Joana de Habart
│ │ │ │ │
│ │ │ │ ├─>Pere
│ │ │ │ │
│ │ │ │ ├─>Felip II, senyor de Duisant (+1530)
│ │ │ │ │
│ │ │ │ └─>Joana
│ │ │ │ X Francesc Rolin, senyor d'Aymerie
│ │ │ │
│ │ │ ├─>Maria, senyora de Bréthencourt (1386-)
│ │ │ │ X Joan de Baynes, senyor des Croix
│ │ │ │
│ │ │ └─>
Carlota
 (1388-1422)
│ │ │ │ X 
Janus de Xipre
 (1378-1432)
│ │ │ │
│ │ │ └i>Joan, bastard de la Marca-1435

 Casa de Borbó-Preaux

│ │ │
│ │ └─>Jaume I, senyor de Preaux (1346-1417)
│ │ X Margarida de Preaux (+1417)
│ │ │
│ │ ├─>Lluís, senyor de Preaux (1389-1415)
│ │ │
│ │ ├─>Pere, senyor de Preaux (1390-1422)
│ │ │Elizabet de Montagu (1397-1429)
│ │ │
│ │ ├─>Jaume II, senyor de Preaux, baró de Thury (1391-1429)
│ │ │ X Joana de Montagu
│ │ │
│ │ ├─>Carles, senyor de Combles
│ │ │
│ │ ├─>Joan (1394-)
│ │ │
│ │ └─>Maria, senyora de Preaux (1387-1442)
│ │
│ └─>Beatriu (1320-1383)
│ │ X 1) 
Joan de Luxemburg
 (+1346), rei de Bohèmia
│ │ X 2) Eudes II de Grancey (+1389)
│ │
│ ├i>Joan, bastard de Borbó (+1375)
│ │ X 2) Laura de Bordeus
│ │ X 3) Agnès de Chaleu
│ │ │
│ │ └─>Gerard de Borbó
│ │
│ ├i>Joaneta
│ │ X Guixard de Chastellux
│ │
│ └i>Guiu de Borbó, senyor de Cluys
│ X 2) Joana de Chastel-Perron
│ │
│ └─>Gerard de Borbó, senyor de Clessy
│ X 1) Joana de Chastillon
│ X 2) Alix de Borbó-Montperoux
│ │
│ └─>Isabel, Senyora de Clessy
│ X 1) Bernat de Montaigu-Listenois
│ X 2) Guillem de Mello, senyor d'Epoisses
│
├─>Blanca (1281-1304)
│ X 
Robert VII comte d'Alvèrnia
 (+1325)
│
├─>Joan (1283-1316), baró de Charolais
│ X Joana d'Argies
│ │
│ ├─>Beatriu (1310-1364), senyora de Charolais
│ │ X 
Joan I d'Armanya
 (+1373)
│ │
│ └─>Joana (1312-1383)
│ X 
Joan I comte d'Alvèrnia
 (+1386)
│
├─>Pere (1287-ap.1330) sacerdot
│
├─>Maria (1285-1372), priora de Poissy
│
└─>Margarida (1289-1309)
X Joan I (1267-1330), 
marcgravi o marquès de Namur
```

## Descendents d'Enric IV
```
Dinastia de Borbó 

Enric IV
 (1553-1610), rei de França
x 1) 
Margarida de França
 (1553-1615)
x 2) 
Maria de Mèdici
 (1575-1642)
│
├2> 
Lluís XIII
 (1601-1643), rei de França
│ X Anna d'Àustria (1601-1661)
│ │
│ ├─> 
Lluís XIV
 (1638-1715), rei de França
│ │ X Maria Teresa d'Espanya (1638-1683)
│ │ │
│ │ ├─> 
Lluís
 (1661-1711), delfí
│ │ │ X Maria Anna Cristina de Baviera (1660-1690)
│ │ │ │
│ │ │ ├─> 
Lluís
 (1682-1712), delfí
│ │ │ │ X Maria Adelaida de Savoia (1685-1712)
│ │ │ │ │
│ │ │ │ ├─>N (1704-1705), duc de Bretanya
│ │ │ │ │
│ │ │ │ ├─>Lluís (1707-1712), duc de Bretanya, delfí
│ │ │ │ │
│ │ │ │ └─> 
Lluís XV
 (1710-1774), rei de França
│ │ │ │ X 
Maria Leszczyńska
 (1703-1768), princesa polonesa, reina de França
│ │ │ │ ├─> 
Elisabet
 (1727-1759)
│ │ │ │ │ X 
Felip I de Parma

│ │ │ │ │
│ │ │ │ ├─> 
Henriette
 (1727-1752)
│ │ │ │ │
│ │ │ │ ├─>Maria Lluïsa (1728-1733)
│ │ │ │ │
│ │ │ │ ├─> 
Lluís
 (1729-1765), delfí
│ │ │ │ │ x 1) 1745 
Maria Teresa d'Espanya
 (1726-1746)
│ │ │ │ │ x 2) 1747 
Maria Josepa de Saxònia
 (1731-1767)
│ │ │ │ │ │
│ │ │ │ │ ├─>Maria Teresa (1746-1748)
│ │ │ │ │ │
│ │ │ │ │ ├─>Maria Cefirina (1750-1755)
│ │ │ │ │ │
│ │ │ │ │ ├─> 
Lluís
 (1751-1761), duc de Borgonya
│ │ │ │ │ │
│ │ │ │ │ ├─> 
Xavier
 (1753-1754), duc d'Aquitània
│ │ │ │ │ │
│ │ │ │ │ ├─> 
Lluís XVI
 (1754-1793), rei de França
│ │ │ │ │ │ x 1770 
Maria Antonieta d'Àustria
 (1755-1793)
│ │ │ │ │ │ │
│ │ │ │ │ │ ├─>Maria Teresa (1778-1851)
│ │ │ │ │ │ │ x 1799 
Lluís Antoni de França
 (1775-1844), «comte de Marnes»
│ │ │ │ │ │ │
│ │ │ │ │ │ ├─>Lluís (1781-1789), delfí
│ │ │ │ │ │ │
│ │ │ │ │ │ ├─> 
Lluís XVII
 (1785-1795), duc de Normandia, delfí
│ │ │ │ │ │ │
│ │ │ │ │ │ └─>Sofia (1786-1787)
│ │ │ │ │ │
│ │ │ │ │ ├─> 
Lluís XVIII
 (1755-1824)
│ │ │ │ │ │ x 1771 Josefina de Sardenya (1753-1810)
│ │ │ │ │ │
│ │ │ │ │ ├─> 
Carles X
 (1757-1836)
│ │ │ │ │ │ x 1773 Maria Teresa de Sardenya (1756-1805)
│ │ │ │ │ │ │
│ │ │ │ │ │ ├─> 
Lluís Antoni de França
 (1775-1844), «comte de Marnes»
│ │ │ │ │ │ │ x 1799 Maria Teresa de França (1778-1851)
│ │ │ │ │ │ │
│ │ │ │ │ │ ├─>Ne (1776-1783)
│ │ │ │ │ │ │
│ │ │ │ │ │ ├─> 
Carles Ferran
 (1778-1820), duc de Berry
│ │ │ │ │ │ │ x 1816 Caroline des Dues Sicílies (1798-1870)
│ │ │ │ │ │ │ │
│ │ │ │ │ │ │ ├─>Lluïsa Isabel (1817-1817)
│ │ │ │ │ │ │ │
│ │ │ │ │ │ │ ├─>Lluís (1818-1818)
│ │ │ │ │ │ │ │
│ │ │ │ │ │ │ ├─>
Lluïsa
 (1819-1864)
│ │ │ │ │ │ │ │ x 1845 
Carles III de Parma
 (1823-1854)
│ │ │ │ │ │ │ │
│ │ │ │ │ │ │ └─> 
Enric
 (1820-1883), «comte de Chambord»
│ │ │ │ │ │ │ x 1846 Teresa de Mòdena (1817-1886)
│ │ │ │ │ │ │
│ │ │ │ │ │ └─>Ne (1783-1783)
│ │ │ │ │ │
│ │ │ │ │ ├─> 
Maria Clotilde
 (1759-1802)
│ │ │ │ │ │ x 1775 
Carles Manuel IV de Sardenya
 (1751-1819)
│ │ │ │ │ │
│ │ │ │ │ └─> 
Elisabet
 (1764-1794)
│ │ │ │ │
│ │ │ │ ├─>Felip (1730-1733), duc d'Anjou
│ │ │ │ │
│ │ │ │ ├─> 
Adelaida
 (1732-1800)
│ │ │ │ │
│ │ │ │ ├─> 
Victòria
 (1733-1799)
│ │ │ │ │
│ │ │ │ ├─> 
Sofia
 (1734-1782)
│ │ │ │ │
│ │ │ │ ├─> 
Teresa
 (1736-1744)
│ │ │ │ │
│ │ │ │ └─> 
Lluïsa
 (1737-1787)
│ │ │ │

 Reis d'Espanya

│ │ │ ├─> 
Felip V d'Espanya
 (1683-1746), rei d'Espanya
│ │ │ │ X 1) Maria Lluïsa de Savoia (1688-1714)
│ │ │ │ X 2) Elisabet Farnesi, princesa de Parma (1692-1766)
│ │ │ │ │
│ │ │ │ ├1> 
Lluís I d'Espanya
 (1707-1724), rei d'Espanya
│ │ │ │ │ X Elisabet d'Orleans (1709-1742)
│ │ │ │ │
│ │ │ │ ├1>Felip Lluís (1709-1709)
│ │ │ │ │
│ │ │ │ ├1>Felip Pere Gabriel, (1712-1719)
│ │ │ │ │
│ │ │ │ ├1> 
Ferran VI d'Espanya
 (1713-1759), rei d'Espanya
│ │ │ │ │ X Barbara de Portugal (1711-1758)
│ │ │ │ │
│ │ │ │ ├2> 
Carles III d'Espanya
 (1716-1788), duc de Parma, rei de les Dues Sicílies, rei d'Espanya
│ │ │ │ │ X 
Maria Amàlia de Saxònia
 (1724-1760)
│ │ │ │ │ │
│ │ │ │ │ ├─>Maria Isabel (1740-1742)
│ │ │ │ │ │
│ │ │ │ │ ├─>Maria Josefina (1742-1742)
│ │ │ │ │ │
│ │ │ │ │ ├─>Maria Isabel (1743-1749)
│ │ │ │ │ │
│ │ │ │ │ ├─>Maria Josefina (1744-1801)
│ │ │ │ │ │
│ │ │ │ │ ├─> 
Maria Lluïsa
 (1745-1792)
│ │ │ │ │ │ X 
Leopold II d'Habsburg
 (1747-1792)
│ │ │ │ │ │
│ │ │ │ │ ├─>Felip (1747-1777)
│ │ │ │ │ │
│ │ │ │ │ ├─> 
Carles IV d'Espanya
 (1748-1819), rei d'Espanya
│ │ │ │ │ │ X 
Maria Lluïsa de Borbó-Parma
 (1751-1819)
│ │ │ │ │ │ │
│ │ │ │ │ │ ├─>Carles (1771-1774)
│ │ │ │ │ │ │
│ │ │ │ │ │ ├─> 
Carlota
 (1775-1830)
│ │ │ │ │ │ │ X 
Joan VI de Portugal
 (1767-1826)
│ │ │ │ │ │ │
│ │ │ │ │ │ ├─>Maria Lluïsa (1777-1782)
│ │ │ │ │ │ │
│ │ │ │ │ │ ├─> 
Maria Amàlia
 (1779-1798)
│ │ │ │ │ │ │ X Antoni d'Espanya (1755-1817)
│ │ │ │ │ │ │
│ │ │ │ │ │ ├─>Carles (1780-1783)
│ │ │ │ │ │ │
│ │ │ │ │ │ ├─> 
Maria Lluïsa
 (1782-1824)
│ │ │ │ │ │ │ X 
Carles Lluís I de Lucca
 (1773-1803)
│ │ │ │ │ │ │
│ │ │ │ │ │ ├─>Carles (1783-1784)
│ │ │ │ │ │ │
│ │ │ │ │ │ ├─>Felip (1783-1784)
│ │ │ │ │ │ │
│ │ │ │ │ │ ├─> 
Ferran VII d'Espanya
 (1784-1833), rei d'Espanya
│ │ │ │ │ │ │ X 1) 
Maria Antonia de Borbó-Sicília
 (1784-1806)
│ │ │ │ │ │ │ X 2) 
Maria Isabel de Portugal
 (1797-1818)
│ │ │ │ │ │ │ X 3) 
Josefina de Saxònia
 (1803-1829)
│ │ │ │ │ │ │ X 4) 
Maria Cristina de Borbó-Sicília
 (1806-1878)
│ │ │ │ │ │ │ │
│ │ │ │ │ │ │ ├2>Isabel (1817-1818)
│ │ │ │ │ │ │ │
│ │ │ │ │ │ │ ├4> 
Isabel II d'Espanya
 (1830-1904), reina d'Espanya
│ │ │ │ │ │ │ │ X 
Francesc I d'Espanya
 (1822-1902)
│ │ │ │ │ │ │ │
│ │ │ │ │ │ │ └4> 
Lluïsa Ferrana de Borbó
 (1832-1897)
│ │ │ │ │ │ │ X 
Antoni d'Orleans
 (1824-1890), duc de Montpensier
│ │ │ │ │ │ │
│ │ │ │ │ │ ├─> 
Carles Maria Isidre
 (1788-1855), «comte de Molina», pretendent carlista
│ │ │ │ │ │ │ x 1) 1816 Maria Francesca de Portugal (1800-1834)
│ │ │ │ │ │ │ x 2) 1838 Maria Teresa de Portugal (1793-1874)
│ │ │ │ │ │ │ │
│ │ │ │ │ │ │ ├1> 
Carles
 (1818-1861), «comte de Montemolín», pretendent carlista
│ │ │ │ │ │ │ │ x 1850 Carolina de lea Dues Sicílies (1820-1861)
│ │ │ │ │ │ │ │
│ │ │ │ │ │ │ ├1> 
Joan
 (1822-1887), «comte de Montizón», pretendent carlista després legitimista
│ │ │ │ │ │ │ │ x 1847 Beatriu de Mòdena (1824-1906)
│ │ │ │ │ │ │ │ │
│ │ │ │ │ │ │ │ ├─> 
Carles
 (1848-1909), «duc de Madrid», pretendent carlista i legitimista
│ │ │ │ │ │ │ │ │ x 1) 1867 Margarida de Parma (1847-1893)
│ │ │ │ │ │ │ │ │ x 2) 1894 Berta de Rohan (1860-1945)
│ │ │ │ │ │ │ │ │ │
│ │ │ │ │ │ │ │ │ ├─>Blanca (1868-1949)
│ │ │ │ │ │ │ │ │ │ x 1889 Leopold Salvador de Toscana (1863-1931)
│ │ │ │ │ │ │ │ │ │
│ │ │ │ │ │ │ │ │ ├─> 
Jaume
 (1870-1931), «duc d'Anjou i de Madrid», pretendeant legitimiste i carlista
│ │ │ │ │ │ │ │ │ │
│ │ │ │ │ │ │ │ │ ├─>Elvira (1871-1929)
│ │ │ │ │ │ │ │ │ │
│ │ │ │ │ │ │ │ │ ├─>Beatriu (1874-1961)
│ │ │ │ │ │ │ │ │ │ x 1897 Fabrizio Massimo (1868-1944)
│ │ │ │ │ │ │ │ │ │
│ │ │ │ │ │ │ │ │ └─>Alícia (1876-1975)
│ │ │ │ │ │ │ │ │ x 1) 1897 Frederic de Schönbourg-Waldenbourg (1872-1910)
│ │ │ │ │ │ │ │ │ x 2) 1906 Lino del Prete (1877-1956)
│ │ │ │ │ │ │ │ │
│ │ │ │ │ │ │ │ └─> 
Alfons Carles
 (1849-1936), «duc d'Anjou i de San Jaime», pretendent legitimista i carlista
│ │ │ │ │ │ │ │ x 1871 Maria de les Neus de Portugal (1852-1941)
│ │ │ │ │ │ │ │
│ │ │ │ │ │ │ └1>Ferran (1824-1861)
│ │ │ │ │ │ │
│ │ │ │ │ │ ├─> 
Maria Isabel
 (1789-1848)
│ │ │ │ │ │ │ X 1) 
Francesc I de les Dues Sicílies
 (1777-1830)
│ │ │ │ │ │ │ X 2) Françasco del Balzo (1805-1882)
│ │ │ │ │ │ │
│ │ │ │ │ │ ├─>Felip (1791-1794)
│ │ │ │ │ │ │
│ │ │ │ │ │ ├─>Maria Isabel (1791-1794)
│ │ │ │ │ │ │
│ │ │ │ │ │ └─> 
Francesc de Paula
 (1794-1865)
│ │ │ │ │ │ X 
Lluïsa de Borbó-Sicília
 (1804-1844)
│ │ │ │ │ │ │
│ │ │ │ │ │ ├─>Francesc (1820-1821)
│ │ │ │ │ │ │
│ │ │ │ │ │ ├─>Isabel (1821-1897
│ │ │ │ │ │ │ X Ignaz Gurowski (1814-1887)
│ │ │ │ │ │ │
│ │ │ │ │ │ ├─> 
Francesc d'Assis
 (1822-1902), duc de Cadis
│ │ │ │ │ │ │ X 
Isabel II d'Espanya
 (1830-1904)
│ │ │ │ │ │ │ │
│ │ │ │ │ │ │ ├─>Ferran (1850-1850), príncep d'Astúries
│ │ │ │ │ │ │ │
│ │ │ │ │ │ │ ├─> 
Isabel
 (1851-1931)
│ │ │ │ │ │ │ │ X Gaietà de Borbó-Sicília (1846-1871)
│ │ │ │ │ │ │ │
│ │ │ │ │ │ │ ├─>Cristina (1854-1854)
│ │ │ │ │ │ │ │
│ │ │ │ │ │ │ ├─> 
Alfons XII d'Espanya
 (1857-1885), rei d'Espanya
│ │ │ │ │ │ │ │ x 1) 1878 
Maria de la Mercè d'Orleans
 (1860-1878)
│ │ │ │ │ │ │ │ x 2) 1879 
Maria Cristina d'Habsburg-Lorena
 (1858-1929)
│ │ │ │ │ │ │ │ │
│ │ │ │ │ │ │ │ ├─> 
Maria de las Mercès
 (1880-1904)
│ │ │ │ │ │ │ │ │ X Carles de Borbó-Sicília (1870-1949)
│ │ │ │ │ │ │ │ │
│ │ │ │ │ │ │ │ ├─> 
Maria Teresa
 (1882-1912)
│ │ │ │ │ │ │ │ │ X Ferran de Baviera (1884-1958)
│ │ │ │ │ │ │ │ │
│ │ │ │ │ │ │ │ └─> 
Alfons XIII d'Espanya
 (1886-1941), rei d'Espanya
│ │ │ │ │ │ │ │ x 1906 
Victòria Eugènia de Battenberg
 (1887-1969)
│ │ │ │ │ │ │ │ │
│ │ │ │ │ │ │ │ ├─> 
Alfons
 (1907-1938), «comte de Covadonga»
│ │ │ │ │ │ │ │ │ x 1933 Edelmira Sampedro (1906-1994)
│ │ │ │ │ │ │ │ │
│ │ │ │ │ │ │ │ ├─> 
Jaume
 (1908-1975), «duc d'Anjou i de Segòvia»
│ │ │ │ │ │ │ │ │ x 1935 
Manela de Dampierre
 (1913-)
│ │ │ │ │ │ │ │ │ │
│ │ │ │ │ │ │ │ │ ├─> 
Alfons
 (1936-1989), duc «d'Anjou» i de Cadis
│ │ │ │ │ │ │ │ │ │ x 1972 
Carmen Martínez-Bordíu
 (1951-)
│ │ │ │ │ │ │ │ │ │ │
│ │ │ │ │ │ │ │ │ │ ├─> 
Francesc
 (1972-1984), «duc de Borbó»
│ │ │ │ │ │ │ │ │ │ │
│ │ │ │ │ │ │ │ │ │ └─> 
Lluís
 (1974), «duc d'Anjou»
│ │ │ │ │ │ │ │ │ │ X María Margarida Vargas Santaella
│ │ │ │ │ │ │ │ │ │
│ │ │ │ │ │ │ │ │ └─> 
Gonçal
 (1937-2000), «duc d'Aquitània»
│ │ │ │ │ │ │ │ │ x 1) 1984 Mercedes Licer (1963-)
│ │ │ │ │ │ │ │ │ x 2) 1995 Emmanuelle Pratolongo (1960-)
│ │ │ │ │ │ │ │ │
│ │ │ │ │ │ │ │ ├─> 
Beatriu
 (1909-2002)
│ │ │ │ │ │ │ │ │ x 1935 Alessandro Torlonia (1911-1986)
│ │ │ │ │ │ │ │ │
│ │ │ │ │ │ │ │ ├─>Ferran (1910-1910)
│ │ │ │ │ │ │ │ │
│ │ │ │ │ │ │ │ ├─> 
Maria Cristina
 (1911-1996)
│ │ │ │ │ │ │ │ │ x 1940 Enrico Marone (1895-1968)
│ │ │ │ │ │ │ │ │
│ │ │ │ │ │ │ │ ├─> 
Joan
 (1913-1993), comte de Barcelona
│ │ │ │ │ │ │ │ │ x 1935 
Maria de les Dues Sicílies
 (1910-2000)
│ │ │ │ │ │ │ │ │ │
│ │ │ │ │ │ │ │ │ ├─> 
Pilar
 (1936-), duquessa de Badajoz
│ │ │ │ │ │ │ │ │ │ x 1967 Luis Gómez-Acebo (1934-1991)
│ │ │ │ │ │ │ │ │ │
│ │ │ │ │ │ │ │ │ ├─> 
Joan Carles I d'Espanya
 (1938-)
│ │ │ │ │ │ │ │ │ │ x 1962 
Sofia de Grècia
 (1938-)
│ │ │ │ │ │ │ │ │ │ │
│ │ │ │ │ │ │ │ │ │ ├─> 
Helena
 (1963-), duquessa de Lugo
│ │ │ │ │ │ │ │ │ │ │ x 1995 
Jaime de Marichalar
 (1963-)
│ │ │ │ │ │ │ │ │ │ │
│ │ │ │ │ │ │ │ │ │ ├─> 
Cristina
 (1965-), duquessa de Palma de Mallorca
│ │ │ │ │ │ │ │ │ │ │ x 1997 
Iñaki Urdangarín
 (1968-)
│ │ │ │ │ │ │ │ │ │ │
│ │ │ │ │ │ │ │ │ │ └─> 
Felip
 (1968-), príncep d'Astúries
│ │ │ │ │ │ │ │ │ │ x 2004 
Letízia Ortiz
 (1972-)
│ │ │ │ │ │ │ │ │ │ │
│ │ │ │ │ │ │ │ │ │ └─> 
Elionor d'Espanya
 (2005-)
│ │ │ │ │ │ │ │ │ │ │
│ │ │ │ │ │ │ │ │ │ └─> 
Sofia
 (2007-)
│ │ │ │ │ │ │ │ │ │
│ │ │ │ │ │ │ │ │ ├─> 
Margarida
 (1939), duquessa de Sòria
│ │ │ │ │ │ │ │ │ │ x 1972 Carlos Zurita (1943)
│ │ │ │ │ │ │ │ │ │
│ │ │ │ │ │ │ │ │ └─> 
Alfons
 (1941-1956)
│ │ │ │ │ │ │ │ │
│ │ │ │ │ │ │ │ └─> 
Gonçal
 (1914-1934)
│ │ │ │ │ │ │ │
│ │ │ │ │ │ │ ├─>Maria de la Concepció (1859-1861)
│ │ │ │ │ │ │ │
│ │ │ │ │ │ │ ├─>Maria del Pilar (1861-1879)
│ │ │ │ │ │ │ │
│ │ │ │ │ │ │ ├─>Maria de la Pau (1862-1946)
│ │ │ │ │ │ │ │ X Lluís Ferran de Baviera (1859-1949)
│ │ │ │ │ │ │ │
│ │ │ │ │ │ │ ├─>Eulàlia (1864-1958)
│ │ │ │ │ │ │ │ X Antoni d'Orleans, duc de Galliera (1866-1930)
│ │ │ │ │ │ │ │
│ │ │ │ │ │ │ └─>Francesc d'Assis (1866-1866)
│ │ │ │ │ │ │
│ │ │ │ │ │ ├─> 
Enric
 (1823-1870), duc de Sevilla
│ │ │ │ │ │ │ X Elena de Castellvi y Shelly-Fernández de Cordoba (1821-1863)
│ │ │ │ │ │ │ │
│ │ │ │ │ │ │ ├─> Enric Pius (1848-1892), duc de Sevilla
│ │ │ │ │ │ │ │ X Josefina Parada y Sibie (1840-1939)
│ │ │ │ │ │ │ │ │
│ │ │ │ │ │ │ │ ├─>Maria Lluïsa (1868-1919), duquessa de Sevilla
│ │ │ │ │ │ │ │ │ X Juan Monclus y Cabanellas (+1919)
│ │ │ │ │ │ │ │ │
│ │ │ │ │ │ │ │ ├─>Marta (1880-1928)
│ │ │ │ │ │ │ │ │
│ │ │ │ │ │ │ │ └─>Enriqueta (1888-1968), duquessa de Sevilla
│ │ │ │ │ │ │ │ X Francesc de Borbó (1882-1953), duc de Sevilla
│ │ │ │ │ │ │ │
│ │ │ │ │ │ │ ├─>Lluís (1851-1854)
│ │ │ │ │ │ │ │
│ │ │ │ │ │ │ ├─>Francesc (1853-1942)
│ │ │ │ │ │ │ │ X 1) Maria Luisa de la Torre (1856-1887)
│ │ │ │ │ │ │ │ X 2) Felisa de Leon y Navarro de Balboa (1861-1943), marquesa de Balboa
│ │ │ │ │ │ │ │ │
│ │ │ │ │ │ │ │ ├1>Elena (1878-1936)
│ │ │ │ │ │ │ │ │ X José de Oltra y Fullana (1878-1966)
│ │ │ │ │ │ │ │ │
│ │ │ │ │ │ │ │ ├1>Maria Lluïsa (1880-1968)
│ │ │ │ │ │ │ │ │ X Diego González-Conde y Garcia de la Cuesta, marquès de Villamantilla de Perales (1876-1954)
│ │ │ │ │ │ │ │ │
│ │ │ │ │ │ │ │ ├1>Francesc (1882-1953), duc de Sevilla
│ │ │ │ │ │ │ │ │ X Enriqueta de Borbó (1888-1968), duquessa de Sevilla
│ │ │ │ │ │ │ │ │ │
│ │ │ │ │ │ │ │ │ ├─>Enric (1909-1915)
│ │ │ │ │ │ │ │ │ │
│ │ │ │ │ │ │ │ │ ├─>Francesc (1912-)
│ │ │ │ │ │ │ │ │ │ X 1) Enriqueta Escasany y Miquel (1925-1962)
│ │ │ │ │ │ │ │ │ │ X 2) Maria Gárcia de Lobez y Salvador (1928)
│ │ │ │ │ │ │ │ │ │ │
│ │ │ │ │ │ │ │ │ │ ├1>Francesc (1943-), duc de Sevilla
│ │ │ │ │ │ │ │ │ │ │ X 1) Beatriu von Hardenberg (1947)
│ │ │ │ │ │ │ │ │ │ │ X 2) Isabel Eugènia Karanitsch (1959)
│ │ │ │ │ │ │ │ │ │ │ │
│ │ │ │ │ │ │ │ │ │ │ ├1>Olívia (1974)
│ │ │ │ │ │ │ │ │ │ │ │
│ │ │ │ │ │ │ │ │ │ │ ├1>Cristina (1975)
│ │ │ │ │ │ │ │ │ │ │ │
│ │ │ │ │ │ │ │ │ │ │ └1>Francesc (1979)
│ │ │ │ │ │ │ │ │ │ │
│ │ │ │ │ │ │ │ │ │ ├1>Alfons Carles (1945-)
│ │ │ │ │ │ │ │ │ │ │ X Maria Lluïsa Yordi y Villacampa (1949)
│ │ │ │ │ │ │ │ │ │ │ │
│ │ │ │ │ │ │ │ │ │ │ ├─>Alfons (1973)
│ │ │ │ │ │ │ │ │ │ │ │
│ │ │ │ │ │ │ │ │ │ │ └─>Alexandra (1976)
│ │ │ │ │ │ │ │ │ │ │
│ │ │ │ │ │ │ │ │ │ └2> Enric (1970-)
│ │ │ │ │ │ │ │ │ │
│ │ │ │ │ │ │ │ │ └─>Isabel (1908-1974)
│ │ │ │ │ │ │ │ │ X Rinaldo Barucci (1900-1956)
│ │ │ │ │ │ │ │ │
│ │ │ │ │ │ │ │ ├1>José (1883-1962)
│ │ │ │ │ │ │ │ │ X Maria Luisa Rich y Carvajo (1890-1926)
│ │ │ │ │ │ │ │ │ │
│ │ │ │ │ │ │ │ │ ├─>José Lluís (1910-1936)
│ │ │ │ │ │ │ │ │ │ X Maria de Salsas y Puig (1912)
│ │ │ │ │ │ │ │ │ │
│ │ │ │ │ │ │ │ │ ├─>Maria Lluïsa (1911-1930)
│ │ │ │ │ │ │ │ │ │
│ │ │ │ │ │ │ │ │ ├─>Ferran (1913-1914)
│ │ │ │ │ │ │ │ │ │
│ │ │ │ │ │ │ │ │ ├─>Carles (1915-1978)
│ │ │ │ │ │ │ │ │ │ X Maria del Milagros de Oro y Fernández de Ceballos (1916-1993)
│ │ │ │ │ │ │ │ │ │ │
│ │ │ │ │ │ │ │ │ │ ├─>Carles José (1940)
│ │ │ │ │ │ │ │ │ │ │
│ │ │ │ │ │ │ │ │ │ └─>Maria (1941)
│ │ │ │ │ │ │ │ │ │ X Juan Ignacio Lopez y Perez (1931)
│ │ │ │ │ │ │ │ │ │
│ │ │ │ │ │ │ │ │ ├─>Albert (1916-1997)
│ │ │ │ │ │ │ │ │ │ X Maria de Dolores Campos y Guerra (1920)
│ │ │ │ │ │ │ │ │ │ │
│ │ │ │ │ │ │ │ │ │ ├─>Enric (1948)
│ │ │ │ │ │ │ │ │ │ │
│ │ │ │ │ │ │ │ │ │ ├─>Beatriu (1949)
│ │ │ │ │ │ │ │ │ │ │ X 1) Jean-Bernard Venturini (1944)
│ │ │ │ │ │ │ │ │ │ │ X 2) Anders Jeffert (1947)
│ │ │ │ │ │ │ │ │ │ │
│ │ │ │ │ │ │ │ │ │ ├─>Maria Lluïsa (1951)
│ │ │ │ │ │ │ │ │ │ │ X 1) Diego San Juan
│ │ │ │ │ │ │ │ │ │ │ X 2) Luís Zuloaga Gallejo (1943)
│ │ │ │ │ │ │ │ │ │ │
│ │ │ │ │ │ │ │ │ │ └─>Juan-Carlos (1953-1953)
│ │ │ │ │ │ │ │ │ │
│ │ │ │ │ │ │ │ │ ├─>Beatriu (1918)
│ │ │ │ │ │ │ │ │ │ X Juan Ricoy y de Pereira (1908+)
│ │ │ │ │ │ │ │ │ │
│ │ │ │ │ │ │ │ │ └─>Àlvar (1922)
│ │ │ │ │ │ │ │ │ X Carmen Cruz y Villen (1930)
│ │ │ │ │ │ │ │ │ │
│ │ │ │ │ │ │ │ │ ├─>Maria (1962)
│ │ │ │ │ │ │ │ │ │ X Manuel Molina y Muñoz (1959)
│ │ │ │ │ │ │ │ │ │
│ │ │ │ │ │ │ │ │ └─>Carmen (1962)
│ │ │ │ │ │ │ │ │ X Gustavo Adolfo Porras y Chavarino (1965)
│ │ │ │ │ │ │ │ │
│ │ │ │ │ │ │ │ ├1>Maria Dolors (1887-1985)
│ │ │ │ │ │ │ │ │
│ │ │ │ │ │ │ │ ├2>Enric (1891-1936), marquès de Balboa
│ │ │ │ │ │ │ │ │ X Isabel de Esteban y de Iranzo, comtessa de Esteban (1894-1964)
│ │ │ │ │ │ │ │ │ │
│ │ │ │ │ │ │ │ │ ├─>Jaume (1921-1936)
│ │ │ │ │ │ │ │ │ │
│ │ │ │ │ │ │ │ │ └─>Isabel (1918), marquesa de Balboa
│ │ │ │ │ │ │ │ │
│ │ │ │ │ │ │ │ ├2>Alfons, marquès de Squilache (1893-1936)
│ │ │ │ │ │ │ │ │ X Maria Lluïsa de Caralt i Mas (1898-1981)
│ │ │ │ │ │ │ │ │ │
│ │ │ │ │ │ │ │ │ ├─>Alfons, marquès de Squilache (1926)
│ │ │ │ │ │ │ │ │ │ X Maria Teresa de Rojas y Rocade Togores (1929)
│ │ │ │ │ │ │ │ │ │ │
│ │ │ │ │ │ │ │ │ │ ├─> Maria Josefina (1958)
│ │ │ │ │ │ │ │ │ │ │ X Ramon de la Cierva y Garcia-Bermudez, marquès de Mairena (Madrid 1956)
│ │ │ │ │ │ │ │ │ │ │
│ │ │ │ │ │ │ │ │ │ ├─>Anna Isabel (1960)
│ │ │ │ │ │ │ │ │ │ │ X Daniel Tobar y Rojas (1950)
│ │ │ │ │ │ │ │ │ │ │
│ │ │ │ │ │ │ │ │ │ └─>Maria Letícia (1962)
│ │ │ │ │ │ │ │ │ │
│ │ │ │ │ │ │ │ │ └─>Lluís Alfons (1927-1952)
│ │ │ │ │ │ │ │ │
│ │ │ │ │ │ │ │ └2>Blanca (1898-1989)
│ │ │ │ │ │ │ │ X Luís de Figueroa y Alonso-Martinez (1890-1963), comte de Romanones
│ │ │ │ │ │ │ │
│ │ │ │ │ │ │ ├─>Albert (1854-1939), duc de Santa Elena
│ │ │ │ │ │ │ │ X 1) Margarida d'Ast de Novele (1855-1915)
│ │ │ │ │ │ │ │ X 2) Clotilda Gallo Ruiz y Diaz de Bustamente (1869-1936)
│ │ │ │ │ │ │ │ X 3) Isabel Rodríguez de Castro (1888-1947)
│ │ │ │ │ │ │ │ │
│ │ │ │ │ │ │ │ ├─>Isabel (1879-1966)
│ │ │ │ │ │ │ │ │
│ │ │ │ │ │ │ │ ├─>Maria (1880-1967)
│ │ │ │ │ │ │ │ │
│ │ │ │ │ │ │ │ └─> 
Albert
 (1883-1959), 
duc de Santa Elena

│ │ │ │ │ │ │ │ X 
Maria Luisa Pinto y Lecanda
 (1887-1976)
│ │ │ │ │ │ │ │ │
│ │ │ │ │ │ │ │ ├─> 
Alfons
 (1909-1938), marquès de 
Santa Fe de Guardiola

│ │ │ │ │ │ │ │ │ X 
María de las Angustias Pérez de Pulgar y Alba
 (1907-1939), marquesa de Santa Fe de Guardiola
│ │ │ │ │ │ │ │ │ │
│ │ │ │ │ │ │ │ │ ├─>Albert (1933-1995), duc de Santa Elena
│ │ │ │ │ │ │ │ │ │ X Eugènia Sánchez y Mendaro (1934)
│ │ │ │ │ │ │ │ │ │ │
│ │ │ │ │ │ │ │ │ │ ├─>Albert (1960-1960)
│ │ │ │ │ │ │ │ │ │ │
│ │ │ │ │ │ │ │ │ │ ├─>Alfons (1961), duc de Santa Elena
│ │ │ │ │ │ │ │ │ │ │ X 1) Patrícia Doornkamp (1958)
│ │ │ │ │ │ │ │ │ │ │ X 2) Maria Escrivà de Romani i Soto (1956)
│ │ │ │ │ │ │ │ │ │ │ │
│ │ │ │ │ │ │ │ │ │ │ ├2>Maria (1994)
│ │ │ │ │ │ │ │ │ │ │ │
│ │ │ │ │ │ │ │ │ │ │ ├2>Eugènia (1994)
│ │ │ │ │ │ │ │ │ │ │ │
│ │ │ │ │ │ │ │ │ │ │ └2>Alfons (1995-)
│ │ │ │ │ │ │ │ │ │ │
│ │ │ │ │ │ │ │ │ │ ├─>Maria Lluïsa (1962)
│ │ │ │ │ │ │ │ │ │ │
│ │ │ │ │ │ │ │ │ │ └─>Eugènia (1962)
│ │ │ │ │ │ │ │ │ │
│ │ │ │ │ │ │ │ │ ├─>Maria (1936)
│ │ │ │ │ │ │ │ │ │
│ │ │ │ │ │ │ │ │ └─>Alfons (1937)
│ │ │ │ │ │ │ │ │ X Ines Medina y Atienza(1939)
│ │ │ │ │ │ │ │ │ │
│ │ │ │ │ │ │ │ │ ├─>Alfons (1963)
│ │ │ │ │ │ │ │ │ │
│ │ │ │ │ │ │ │ │ ├─>Ferran (1966)
│ │ │ │ │ │ │ │ │ │ X 1999 María Vallejo y Miras
│ │ │ │ │ │ │ │ │ │
│ │ │ │ │ │ │ │ │ └─>Santiago (1971)
│ │ │ │ │ │ │ │ │
│ │ │ │ │ │ │ │ └─>Maria Lluïsa (1918)
│ │ │ │ │ │ │ │ X Nicolau Gereda y Bustamente (1916)
│ │ │ │ │ │ │ │
│ │ │ │ │ │ │ └─>Maria (1863-1907)
│ │ │ │ │ │ │ X Carlos Fernández-Maquieira y Oyanguren (1855-1897)
│ │ │ │ │ │ │
│ │ │ │ │ │ ├─>Lluïsa (1824-1900)
│ │ │ │ │ │ │ X José Maria Osorio de Moscoso, duc de Sessa (1828-1881)
│ │ │ │ │ │ │
│ │ │ │ │ │ ├─>Felip (1826-1830)
│ │ │ │ │ │ │
│ │ │ │ │ │ ├─>Josefina (1827-1910)
│ │ │ │ │ │ │ X José Güell i Rente (1818-1884)
│ │ │ │ │ │ │
│ │ │ │ │ │ ├─>Teresa (1828-1829)
│ │ │ │ │ │ │
│ │ │ │ │ │ ├─>Ferran (1832-1854)
│ │ │ │ │ │ │
│ │ │ │ │ │ ├─>Cristina (1833-1902)
│ │ │ │ │ │ │ X Sebastià d'Espanya (1811-1875)
│ │ │ │ │ │ │
│ │ │ │ │ │ ├─>Amàlia (1834-1905)
│ │ │ │ │ │ │ X Adalbert de Baviera (1828-1875)
│ │ │ │ │ │ │
│ │ │ │ │ │ └─>Ricard (1851-1873), duc de San Ricardo
│ │ │ │ │ │
│ │ │ │ │ ├─>Maria Teresa Anna (1749-1750)
│ │ │ │ │ │

Branca dels reis de les Dues Sicílies

│ │ │ │ │ ├─> 
Ferran I de les Dues Sicílies
 (1751-1825), rei de les Dues Sicílies
│ │ │ │ │ │ X 
Maria Carolina d'Habsburg-Lorena
 (1752-1814)
│ │ │ │ │ │ │
│ │ │ │ │ │ ├─> 
Maria Teresa
 (1772-1807)
│ │ │ │ │ │ │ X 
Francesc I d'Àustria
 (1768-1835)
│ │ │ │ │ │ │
│ │ │ │ │ │ ├─> 
Lluïsa
 (1773-1802)
│ │ │ │ │ │ │ X 
Ferran III de Toscana
 (1769-1824)
│ │ │ │ │ │ │
│ │ │ │ │ │ ├─>Maria Anna (1775-1780)
│ │ │ │ │ │ │
│ │ │ │ │ │ ├─>Carles (1775-1778)
│ │ │ │ │ │ │
│ │ │ │ │ │ ├─> 
Francesc I de les Dues Sicílies
 (1777-1830), rei de les Dues Sicílies
│ │ │ │ │ │ │ X 1) Clementina d'Àustria (1777-1801)
│ │ │ │ │ │ │ X 2) 
Maria Isabel d'Espanya
 (1789-1848)
│ │ │ │ │ │ │ │
│ │ │ │ │ │ │ ├1> 
Carolina
 (1798-1870)
│ │ │ │ │ │ │ │ X 1) 
Carles Ferran d'Artois
 (1778-1820), duc de Berry
│ │ │ │ │ │ │ │ X 2) Ettore Carlo Comte Lucchesi Palli (1806-1864)
│ │ │ │ │ │ │ │
│ │ │ │ │ │ │ ├1>Ferran (1800-1801)
│ │ │ │ │ │ │ │
│ │ │ │ │ │ │ ├2> 
Lluïsa
 (1804-1844)
│ │ │ │ │ │ │ │ X 
Francesc d'Espanya
 (*1794-1865)
│ │ │ │ │ │ │ │
│ │ │ │ │ │ │ ├─> 
Maria Cristina
 (1806-1878)
│ │ │ │ │ │ │ │ X 1) 
Ferran VII d'Espanya
 (1784-1833)
│ │ │ │ │ │ │ │ X 2) Fernando Múñoz y Sánchez, duc de Rianzaro (1808-1873)
│ │ │ │ │ │ │ │
│ │ │ │ │ │ │ ├2> 
Ferran II de les Dues Sicílies
 (1810-1859), rei de les Dues Sicílies
│ │ │ │ │ │ │ │ X 1) 
Maria Cristina de Savoia
 (1812-1836)
│ │ │ │ │ │ │ │ X 2) 
Maria Teresa d'Àustria
 (1816-1867)
│ │ │ │ │ │ │ │ │
│ │ │ │ │ │ │ │ ├1> 
Francesc II de les Dues Sicílies
 (1836-1894), rei de les Dues Sicílies
│ │ │ │ │ │ │ │ │ X 
Maria Sofia de Baviera
 (1841-1925)
│ │ │ │ │ │ │ │ │ │
│ │ │ │ │ │ │ │ │ └─>Cristina (1869-1870)
│ │ │ │ │ │ │ │ │
│ │ │ │ │ │ │ │ ├2>Lluís (1838-1886), comte de Trani
│ │ │ │ │ │ │ │ │ X Matilde de Baviera (1843-1925)
│ │ │ │ │ │ │ │ │ │
│ │ │ │ │ │ │ │ │ └─>Maria Teresa (1867-1909)
│ │ │ │ │ │ │ │ │ X Guillem de Hohenzollern (1864-1927)
│ │ │ │ │ │ │ │ │
│ │ │ │ │ │ │ │ ├2>Albert (1839-1844)
│ │ │ │ │ │ │ │ │
│ │ │ │ │ │ │ │ ├2> 
Alfons
 (1841-1934), comte de Caserte
│ │ │ │ │ │ │ │ │ X 
Antonieta de Borbó-Sicília
 (1851-1938)
│ │ │ │ │ │ │ │ │ │
│ │ │ │ │ │ │ │ │ ├─> 
Ferran
 (1869-1960), «duc de Calàbria»
│ │ │ │ │ │ │ │ │ │ X Maria de Baviera (1872-1954)
│ │ │ │ │ │ │ │ │ │ │
│ │ │ │ │ │ │ │ │ │ ├─>Maria Antonieta (1898-1957)
│ │ │ │ │ │ │ │ │ │ │
│ │ │ │ │ │ │ │ │ │ ├─>Maria Cristina (1899-1985)
│ │ │ │ │ │ │ │ │ │ │ X Manoel Sotomayor-Luna (1884-1949), vicepresident del Perú
│ │ │ │ │ │ │ │ │ │ │
│ │ │ │ │ │ │ │ │ │ ├─>Roger (1901-1914), «duc de Noto»
│ │ │ │ │ │ │ │ │ │ │
│ │ │ │ │ │ │ │ │ │ ├─>Barbara (1902-1927)
│ │ │ │ │ │ │ │ │ │ │ X Franz Xaver zu Stolberg-Wernigerode (1894-1947)
│ │ │ │ │ │ │ │ │ │ │
│ │ │ │ │ │ │ │ │ │ ├─>Lúcia (1908)
│ │ │ │ │ │ │ │ │ │ │ X Eugeni de Savoia, duc d'Ancona (1906-1996)
│ │ │ │ │ │ │ │ │ │ │
│ │ │ │ │ │ │ │ │ │ └─>Urraca (1913-1999)
│ │ │ │ │ │ │ │ │ │
│ │ │ │ │ │ │ │ │ ├─> 
Carles
 (1870-1949)
│ │ │ │ │ │ │ │ │ │ X 1) 
Maria de la Mercè d'Espanya
 (1880-1904)
│ │ │ │ │ │ │ │ │ │ X 2) 
Lluïsa d'Orleans
 (1882-1958)
│ │ │ │ │ │ │ │ │ │ │
│ │ │ │ │ │ │ │ │ │ ├1> 
Alfons
 (1901-1964), «duc de Calàbria»
│ │ │ │ │ │ │ │ │ │ │ X 
Alícia de Borbó-Parma
 (1917)
│ │ │ │ │ │ │ │ │ │ │ │
│ │ │ │ │ │ │ │ │ │ │ ├─> Teresa (1937)
│ │ │ │ │ │ │ │ │ │ │ │ X Iñigo Moreno y Arteaga Marques de Laula (1934)
│ │ │ │ │ │ │ │ │ │ │ │
│ │ │ │ │ │ │ │ │ │ │ ├─> 
Carles
 (1938), «duc de Calàbria»
│ │ │ │ │ │ │ │ │ │ │ │ X 
Anna d'Orleans
 (1938)
│ │ │ │ │ │ │ │ │ │ │ │ │
│ │ │ │ │ │ │ │ │ │ │ │ ├─>Cristina (1966)
│ │ │ │ │ │ │ │ │ │ │ │ │ X Pedro Lopez-Quesada y Fernandez-Urrutia
│ │ │ │ │ │ │ │ │ │ │ │ │
│ │ │ │ │ │ │ │ │ │ │ │ ├─>Maria Paloma (1967)
│ │ │ │ │ │ │ │ │ │ │ │ │ X Simeó d'Àustria (1958)
│ │ │ │ │ │ │ │ │ │ │ │ │
│ │ │ │ │ │ │ │ │ │ │ │ ├─>Pere (1968), «duc de Noto»
│ │ │ │ │ │ │ │ │ │ │ │ │ X Sofia Landaluce y Malgareja (1973)
│ │ │ │ │ │ │ │ │ │ │ │ │ │
│ │ │ │ │ │ │ │ │ │ │ │ │ ├─>Jaume (1993)
│ │ │ │ │ │ │ │ │ │ │ │ │ │
│ │ │ │ │ │ │ │ │ │ │ │ │ ├─>Juan (2003)
│ │ │ │ │ │ │ │ │ │ │ │ │ │
│ │ │ │ │ │ │ │ │ │ │ │ │ └─>Pablo (2004)
│ │ │ │ │ │ │ │ │ │ │ │ │
│ │ │ │ │ │ │ │ │ │ │ │ ├─>Inès (1971)
│ │ │ │ │ │ │ │ │ │ │ │ │ X Michele Carrelli Palombi dei Marchesi di Raiano (1965)
│ │ │ │ │ │ │ │ │ │ │ │ │
│ │ │ │ │ │ │ │ │ │ │ │ └─>Victòria (1976)
│ │ │ │ │ │ │ │ │ │ │ │ X Markos Nomikos (1965)
│ │ │ │ │ │ │ │ │ │ │ │
│ │ │ │ │ │ │ │ │ │ │ └─>Inès (1940
│ │ │ │ │ │ │ │ │ │ │ X Luis Morales y Aguado (1933)
│ │ │ │ │ │ │ │ │ │ │
│ │ │ │ │ │ │ │ │ │ ├1>Ferran (1903-1905)
│ │ │ │ │ │ │ │ │ │ │
│ │ │ │ │ │ │ │ │ │ ├1>Isabel (1904-1985)
│ │ │ │ │ │ │ │ │ │ │ X Jan Zamoyski (1900-1961)
│ │ │ │ │ │ │ │ │ │ │
│ │ │ │ │ │ │ │ │ │ ├2>Carles (1908-1936)
│ │ │ │ │ │ │ │ │ │ │
│ │ │ │ │ │ │ │ │ │ ├2>Dolores (1909-1996)
│ │ │ │ │ │ │ │ │ │ │ X 1) August Czartoryski (1907-1946)
│ │ │ │ │ │ │ │ │ │ │ X 2) Carlos Chias (1925)
│ │ │ │ │ │ │ │ │ │ │
│ │ │ │ │ │ │ │ │ │ ├2> 
Maria de la Mercè
 (1910-2000)
│ │ │ │ │ │ │ │ │ │ │ X 
Joan de Borbó
, comte de Barcelona (1913-1993)
│ │ │ │ │ │ │ │ │ │ │
│ │ │ │ │ │ │ │ │ │ └2> 
Maria de l'Esperança
 (1914-2005)
│ │ │ │ │ │ │ │ │ │ X 
Pere Gastao d'Orleans-Bragança
 (1913-)
│ │ │ │ │ │ │ │ │ │
│ │ │ │ │ │ │ │ │ ├─>Francesc (1873-1876)
│ │ │ │ │ │ │ │ │ │
│ │ │ │ │ │ │ │ │ ├─>Maria Immaculada (1874-1947)
│ │ │ │ │ │ │ │ │ │ X Joan Jordi de Saxònia (1869-1938)
│ │ │ │ │ │ │ │ │ │
│ │ │ │ │ │ │ │ │ ├─>Maria Cristina (1877-1947)
│ │ │ │ │ │ │ │ │ │ X Pere Ferran d'Àustria (1874-1948)
│ │ │ │ │ │ │ │ │ │
│ │ │ │ │ │ │ │ │ ├─>Maria Pia (1878-1973)
│ │ │ │ │ │ │ │ │ │ X Lluís d'Orleans-Bragança (1878-1920)
│ │ │ │ │ │ │ │ │ │
│ │ │ │ │ │ │ │ │ ├─>Maria Josefina (1880-1971)
│ │ │ │ │ │ │ │ │ │
│ │ │ │ │ │ │ │ │ ├─>Xavier (1882-1944)
│ │ │ │ │ │ │ │ │ │ X Beatriu Bordessa, comtessa di Villa Colli (1881-1963)
│ │ │ │ │ │ │ │ │ │
│ │ │ │ │ │ │ │ │ ├─> 
Rainer
 (1883-1973), «duc de Castro»
│ │ │ │ │ │ │ │ │ │ X Karoline Zamoyska (1896-1968)
│ │ │ │ │ │ │ │ │ │ │
│ │ │ │ │ │ │ │ │ │ ├─>Maria Carmen (1924)
│ │ │ │ │ │ │ │ │ │ │
│ │ │ │ │ │ │ │ │ │ └─> 
Ferran
 (1926), «duc de Calàbria», «duc de Castro»
│ │ │ │ │ │ │ │ │ │ X Chantal de Chevron-Villette (1925)
│ │ │ │ │ │ │ │ │ │ │
│ │ │ │ │ │ │ │ │ │ ├─>Beatriu (1950)
│ │ │ │ │ │ │ │ │ │ │ X 
Carles Napoleó
 (1950)
│ │ │ │ │ │ │ │ │ │ │
│ │ │ │ │ │ │ │ │ │ ├─>Anna (1957)
│ │ │ │ │ │ │ │ │ │ │ X Jaume Cochin (1951)
│ │ │ │ │ │ │ │ │ │ │
│ │ │ │ │ │ │ │ │ │ └─>Carles (1963) «duc de Noto», «duc de Calabre»
│ │ │ │ │ │ │ │ │ │ X Camilla Crociani (1971)
│ │ │ │ │ │ │ │ │ │ │
│ │ │ │ │ │ │ │ │ │ └─>Maria Carolina (2003)
│ │ │ │ │ │ │ │ │ │
│ │ │ │ │ │ │ │ │ ├─>Felip (1885-1949)
│ │ │ │ │ │ │ │ │ │ X 1) Maria Lluïsa d'Orleans (1896-1973)
│ │ │ │ │ │ │ │ │ │ X 2) Odette Labori (1902-1968)
│ │ │ │ │ │ │ │ │ │ │
│ │ │ │ │ │ │ │ │ │ └1>Gaietà (1917)
│ │ │ │ │ │ │ │ │ │ X Olivia Yarrow (1917-1987)
│ │ │ │ │ │ │ │ │ │ │
│ │ │ │ │ │ │ │ │ │ ├─>Adrià (1948)
│ │ │ │ │ │ │ │ │ │ │ X Linda Idensohn (1950)
│ │ │ │ │ │ │ │ │ │ │ │
│ │ │ │ │ │ │ │ │ │ │ ├─>Felip Carles (1977)
│ │ │ │ │ │ │ │ │ │ │ │
│ │ │ │ │ │ │ │ │ │ │ └─>Michelle Laura (1979)
│ │ │ │ │ │ │ │ │ │ │
│ │ │ │ │ │ │ │ │ │ └─>Gregori (1950)
│ │ │ │ │ │ │ │ │ │ X 1) Maureen Powell (1951)
│ │ │ │ │ │ │ │ │ │ X 2) Carrie Anna Thornley (1945)
│ │ │ │ │ │ │ │ │ │ │
│ │ │ │ │ │ │ │ │ │ ├1>Cristià (1974)
│ │ │ │ │ │ │ │ │ │ │ X Brigette Dick
│ │ │ │ │ │ │ │ │ │ │
│ │ │ │ │ │ │ │ │ │ └1>Ramon (1978)
│ │ │ │ │ │ │ │ │ │
│ │ │ │ │ │ │ │ │ ├─>Francesc (1888-1914)
│ │ │ │ │ │ │ │ │ │
│ │ │ │ │ │ │ │ │ └─>Gabriel (1897-1975)
│ │ │ │ │ │ │ │ │ X 1) Malgorzata Czartoryski (1902-1929)
│ │ │ │ │ │ │ │ │ X 2) Cecilia Lubomirska (1907-2001)
│ │ │ │ │ │ │ │ │ │
│ │ │ │ │ │ │ │ │ ├─>Antoni (1929)
│ │ │ │ │ │ │ │ │ │ X Elisabeth de Wurtemberg (1933)
│ │ │ │ │ │ │ │ │ │ │
│ │ │ │ │ │ │ │ │ │ ├─>Francesc Felip (1960)
│ │ │ │ │ │ │ │ │ │ │ X Alexandra de Schönborn-Wiesentheid (1967)
│ │ │ │ │ │ │ │ │ │ │ │
│ │ │ │ │ │ │ │ │ │ │ └─>Antoni (2003)
│ │ │ │ │ │ │ │ │ │ │
│ │ │ │ │ │ │ │ │ │ ├─>Maria Caroline (1962)
│ │ │ │ │ │ │ │ │ │ │ X Andreas Baumbach (1963)
│ │ │ │ │ │ │ │ │ │ │
│ │ │ │ │ │ │ │ │ │ ├─>Xavier (1966)
│ │ │ │ │ │ │ │ │ │ │
│ │ │ │ │ │ │ │ │ │ └─>Maria de l'Anunciació (1973)
│ │ │ │ │ │ │ │ │ │ X Carl Fredrik Creutz
│ │ │ │ │ │ │ │ │ │
│ │ │ │ │ │ │ │ │ ├─>Joan (1933)
│ │ │ │ │ │ │ │ │ │
│ │ │ │ │ │ │ │ │ ├─>Maria Margarida (1934)
│ │ │ │ │ │ │ │ │ │ X Luis Gonzaga Maldonado y Gordon (1932)
│ │ │ │ │ │ │ │ │ │
│ │ │ │ │ │ │ │ │ ├─>Maria Immaculada (1937)
│ │ │ │ │ │ │ │ │ │ X Miguel Gárcia de Sáez y Tellecea (1921-1982)
│ │ │ │ │ │ │ │ │ │
│ │ │ │ │ │ │ │ │ └─>Casimir (1938)
│ │ │ │ │ │ │ │ │ X Maria Cristina de Savoia (1933)
│ │ │ │ │ │ │ │ │ │
│ │ │ │ │ │ │ │ │ ├─>Lluís Alfons (1970)
│ │ │ │ │ │ │ │ │ │ X Christine Apovian (1969)
│ │ │ │ │ │ │ │ │ │ │
│ │ │ │ │ │ │ │ │ │ └─>Anna Sofia (1999)
│ │ │ │ │ │ │ │ │ │
│ │ │ │ │ │ │ │ │ ├─>Anna Cecília (1971)
│ │ │ │ │ │ │ │ │ │
│ │ │ │ │ │ │ │ │ ├─>Elena Sofia (1973)
│ │ │ │ │ │ │ │ │ │
│ │ │ │ │ │ │ │ │ └─>Alexandre Enric (1974)
│ │ │ │ │ │ │ │ │
│ │ │ │ │ │ │ │ ├─> 
Maria de l'Anunciació
 (1843-1871)
│ │ │ │ │ │ │ │ │ X 
Carles Lluís d'Àustria
 (1833-1896), arxiduc d'Àustria
│ │ │ │ │ │ │ │ │
│ │ │ │ │ │ │ │ ├─> 
Immaculada
 (1844-1899)
│ │ │ │ │ │ │ │ │ X Carles Salvador d'Àustria (1839-1892)
│ │ │ │ │ │ │ │ │
│ │ │ │ │ │ │ │ ├─> 
Gaietà
 (1846-1871), comte de Girgenti
│ │ │ │ │ │ │ │ │ X 
Isabel d'Espanya
 (1851-1931)
│ │ │ │ │ │ │ │ │
│ │ │ │ │ │ │ │ ├─>Josep (1848-1851), comte de Lucera
│ │ │ │ │ │ │ │ │
│ │ │ │ │ │ │ │ ├─> 
Maria Pia
 (1849-1882)
│ │ │ │ │ │ │ │ │ X 
Robert I de Parma
 (1848-1907)
│ │ │ │ │ │ │ │ │
│ │ │ │ │ │ │ │ ├─>Vincenç (1851-1854), comte de Melazzo
│ │ │ │ │ │ │ │ │
│ │ │ │ │ │ │ │ ├─>Pasqual (1852-1904)
│ │ │ │ │ │ │ │ │ X Blanca Marconnay (1848-1926)
│ │ │ │ │ │ │ │ │
│ │ │ │ │ │ │ │ ├─>Lluïsa (1855-1874)
│ │ │ │ │ │ │ │ │ X Enric de Borbó-Parma (1851-1905), comte de Bardi
│ │ │ │ │ │ │ │ │
│ │ │ │ │ │ │ │ └─>Xavier (1857-1867)
│ │ │ │ │ │ │ │
│ │ │ │ │ │ │ ├─> 
Carles
 (1811-1862), príncep de Càpua
│ │ │ │ │ │ │ │ X Penelope Smyth (1815-1882)
│ │ │ │ │ │ │ │ │
│ │ │ │ │ │ │ │ ├─>Francesc (1837-1862)
│ │ │ │ │ │ │ │ │
│ │ │ │ │ │ │ │ └─>Victòria (1838-1895)
│ │ │ │ │ │ │ │
│ │ │ │ │ │ │ ├─> 
Leopold
 (1813-1860), comte de Siracusa
│ │ │ │ │ │ │ │ X Maria de Savoia-Carignan (1814-1874)
│ │ │ │ │ │ │ │ │
│ │ │ │ │ │ │ │ └─>Isabel (1838-1838)
│ │ │ │ │ │ │ │
│ │ │ │ │ │ │ ├2> 
Antonieta
 (1814-1898)
│ │ │ │ │ │ │ │ X 
Leopold II de Toscana
 (1797-1870)
│ │ │ │ │ │ │ │
│ │ │ │ │ │ │ ├2>Antoni (1816-1843), comte de Lecce
│ │ │ │ │ │ │ │
│ │ │ │ │ │ │ ├2>Amàlia (1818-1857)
│ │ │ │ │ │ │ │ X Sebastià d'Espanya i de Portugal (1811-1875)
│ │ │ │ │ │ │ │
│ │ │ │ │ │ │ ├2> 
Maria Carolina
 (1820-1861)
│ │ │ │ │ │ │ │ X 
Carles de Borbó
 (1818-1861), «comte de Montemolín», pretendent carlista
│ │ │ │ │ │ │ │
│ │ │ │ │ │ │ ├2> 
Teresa Maria Anna
 (1822-1889)
│ │ │ │ │ │ │ │ X 
Pere II del Brasil
 (1825-1891)
│ │ │ │ │ │ │ │
│ │ │ │ │ │ │ ├2> 
Lluís
 (1824-1897), comte d'Aquila
│ │ │ │ │ │ │ │ X Januaria del Brasil (1822-1901)
│ │ │ │ │ │ │ │ │
│ │ │ │ │ │ │ │ ├─>Lluís (1845-1909), comte de Roccaguglielma
│ │ │ │ │ │ │ │ │ X Amelia Bellow-Hamel y Penot (1847-1914)
│ │ │ │ │ │ │ │ │ │
│ │ │ │ │ │ │ │ │ ├─>Lluís (1873-1940), comte de Roccaguglielma
│ │ │ │ │ │ │ │ │ │ X 1) Enrica Weiss (1880-1947)
│ │ │ │ │ │ │ │ │ │ X 2) Adeline Landegren (1875-1959)
│ │ │ │ │ │ │ │ │ │ │
│ │ │ │ │ │ │ │ │ │ ├1>Lluís (1898-1967), comte de Roccaguglielma
│ │ │ │ │ │ │ │ │ │ │ X Maria Lluïsa de Clermont-Tonnerre (1894-1941)
│ │ │ │ │ │ │ │ │ │ │ │
│ │ │ │ │ │ │ │ │ │ │ └─>Maria Cristina (1933)
│ │ │ │ │ │ │ │ │ │ │ X Michel Denizot (1923)
│ │ │ │ │ │ │ │ │ │ │
│ │ │ │ │ │ │ │ │ │ ├1>Xavier (1903-1982)
│ │ │ │ │ │ │ │ │ │ │ X Alfonso Bongiorno (1908-1980)
│ │ │ │ │ │ │ │ │ │ │
│ │ │ │ │ │ │ │ │ │ └1>Carles (1905-1968), comte de Roccaguglielma
│ │ │ │ │ │ │ │ │ │ XFanny Greco di Chiaramonte (1905-1977)
│ │ │ │ │ │ │ │ │ │ │
│ │ │ │ │ │ │ │ │ │ └─>Isabel (1926)
│ │ │ │ │ │ │ │ │ │ X 1) Jose Gutiérrez (1921)
│ │ │ │ │ │ │ │ │ │ X 2) Isidoro-Mariano Vejo Rodríguez (1915)
│ │ │ │ │ │ │ │ │ │
│ │ │ │ │ │ │ │ │ └─>Xavier (1870-1941)
│ │ │ │ │ │ │ │ │ X William Lluís Freeman (1845-1907)
│ │ │ │ │ │ │ │ │
│ │ │ │ │ │ │ │ ├─>Isabel (1846-1859)
│ │ │ │ │ │ │ │ │
│ │ │ │ │ │ │ │ ├─>Felip (1847-1922)
│ │ │ │ │ │ │ │ │ X Flora Boonen (1847-1912)
│ │ │ │ │ │ │ │ │
│ │ │ │ │ │ │ │ ├─>Germana (1848-1848)
│ │ │ │ │ │ │ │ │
│ │ │ │ │ │ │ │ └─>Manela (1851-1851)
│ │ │ │ │ │ │ │
│ │ │ │ │ │ │ └2> 
Francesc
 (1827-1892)
│ │ │ │ │ │ │ X 
Maria Isabel d'Àustria-Toscana
 (1834-1901)
│ │ │ │ │ │ │ │
│ │ │ │ │ │ │ ├─> 
Maria Antonieta
 (1851-1938)
│ │ │ │ │ │ │ │ X 
Alfons de Borbó-Sicília
 (1841-1934), comte de Caserte
│ │ │ │ │ │ │ │
│ │ │ │ │ │ │ ├─>Leopold (1853-1870)
│ │ │ │ │ │ │ │
│ │ │ │ │ │ │ ├─>Teresa (1855-1856)
│ │ │ │ │ │ │ │
│ │ │ │ │ │ │ ├─>Caroline (1856-1941)
│ │ │ │ │ │ │ │ X Andrzej Zamoyski (1852-1927)
│ │ │ │ │ │ │ │
│ │ │ │ │ │ │ ├─>Ferran (1857-1859)
│ │ │ │ │ │ │ │
│ │ │ │ │ │ │ └─>Maria de l'Anunciació (1858-1873)
│ │ │ │ │ │ │
│ │ │ │ │ │ ├─> 
Maria Cristina
 (1779-1849)
│ │ │ │ │ │ │ X 
Carles Fèlix I de Sardenya
 (1765-1831)
│ │ │ │ │ │ │
│ │ │ │ │ │ ├─>Maria Cristina Amèlia (1779-1783)
│ │ │ │ │ │ │
│ │ │ │ │ │ ├─>Carles (1780-1789)
│ │ │ │ │ │ │
│ │ │ │ │ │ ├─>Josep (1781-1783)
│ │ │ │ │ │ │
│ │ │ │ │ │ ├─> 
Maria AmÈlia
 (1782-1866)
│ │ │ │ │ │ │ X 
Lluís Felip I
 (1773-1850), rei de França
│ │ │ │ │ │ │
│ │ │ │ │ │ ├─>una filla (1783-1783)
│ │ │ │ │ │ │
│ │ │ │ │ │ ├─> 
Maria Antònia
 (1784-1806)
│ │ │ │ │ │ │ X 
Ferran VII d'Espanya
 (1784-1833)
│ │ │ │ │ │ │
│ │ │ │ │ │ ├─>Maria Clotilde (1786-1792)
│ │ │ │ │ │ │
│ │ │ │ │ │ ├─>Maria Enriqueta (1787-1792)
│ │ │ │ │ │ │
│ │ │ │ │ │ ├─>Carles (1788-1789)
│ │ │ │ │ │ │
│ │ │ │ │ │ ├─> 
Leopold
 (1790-1851), príncep de Salern
│ │ │ │ │ │ │ X Maria Clementina d'Àustria (1798-1881)
│ │ │ │ │ │ │ │
│ │ │ │ │ │ │ ├─>una filla (1819-1819)
│ │ │ │ │ │ │ │
│ │ │ │ │ │ │ ├─> 
Maria Carolina
 (1822-1869)
│ │ │ │ │ │ │ │ X 
Enric d'Orleans
 (1822-1897), duc d'Aumâle
│ │ │ │ │ │ │ │
│ │ │ │ │ │ │ ├─>Lluís (1824-1824)
│ │ │ │ │ │ │ │
│ │ │ │ │ │ │ └─>una filla (1829-1829)
│ │ │ │ │ │ │
│ │ │ │ │ │ ├─>Albert (1792-1798)
│ │ │ │ │ │ │
│ │ │ │ │ │ └─>Maria Isabel (1793-1801)
│ │ │ │ │ │
│ │ │ │ │ ├─>Gabriel (1752-1788)
│ │ │ │ │ │ X Maria Anna Victòria de Portugal (1768-1788)
│ │ │ │ │ │ │
│ │ │ │ │ │ ├─>Pere (1786-1812)
│ │ │ │ │ │ │ X Maria Teresa de Portugal (1793-1874)
│ │ │ │ │ │ │ │
│ │ │ │ │ │ │ └─>Sebastià (1811-1875)
│ │ │ │ │ │ │ X 1) 1832 Maria Amàlia de Borbó-Sicília (1818-1857)
│ │ │ │ │ │ │ X 2) 1860 Cristina d'Espanya (1833-1902)
│ │ │ │ │ │ │ │
│ │ │ │ │ │ │ ├2>Francesc (1861-1923), duc de Marchena
│ │ │ │ │ │ │ │ X Maria del Pilar de Muguiro y Beruete, duquessa de Villafranca (1869-1926)
│ │ │ │ │ │ │ │ │
│ │ │ │ │ │ │ │ ├─>Cristina (1889-1981), duquessa de Marchena
│ │ │ │ │ │ │ │ │ X Leopold Walford (1881-1958)
│ │ │ │ │ │ │ │ │
│ │ │ │ │ │ │ │ ├─>Elena (1890-1910)
│ │ │ │ │ │ │ │ │
│ │ │ │ │ │ │ │ └─>Maria (1895-1964), senyora de Balincourt
│ │ │ │ │ │ │ │ X Jan Ostrorog (1896-1975)
│ │ │ │ │ │ │ │
│ │ │ │ │ │ │ ├─>Pere d' Alcantara (1862-1892), duc de Durcal
│ │ │ │ │ │ │ │ X Maria de la Caridad de Madan y Uriondo (1867-1912)
│ │ │ │ │ │ │ │ │
│ │ │ │ │ │ │ │ ├─>Maria Cristina (1886-1976)
│ │ │ │ │ │ │ │ │ X Maurits Willem Raedinck van Vollenhoven (1882-1944)
│ │ │ │ │ │ │ │ │
│ │ │ │ │ │ │ │ ├─>Maria Pia (1888-1969)
│ │ │ │ │ │ │ │ │ X 1) Rafaelo Padilla y Avida (1887-1945)
│ │ │ │ │ │ │ │ │ X 2) Guillermo Ramón Archaval (1885-1971)
│ │ │ │ │ │ │ │ │
│ │ │ │ │ │ │ │ └─>Ferran (1891-1944), duc de Durcal
│ │ │ │ │ │ │ │ X Maria Letícia Bosch-Labrus i Blat (1890-1981)
│ │ │ │ │ │ │ │ │
│ │ │ │ │ │ │ │ ├─>Maria Cristina (1913), duquessa de Durcal
│ │ │ │ │ │ │ │ │ X Antenor Patino y Rodríguez (1896-1982)
│ │ │ │ │ │ │ │ │
│ │ │ │ │ │ │ │ └─>Letízia (1915)
│ │ │ │ │ │ │ │ X 1) Paolo Venturi Ginori Lisci (1915), marquès di Riparbella (*Florència 22.4.1915)
│ │ │ │ │ │ │ │ X 2) Stefano Françaschi (1903-1981)
│ │ │ │ │ │ │ │
│ │ │ │ │ │ │ ├─> Lluís (1864-1889), duc d'Ansola
│ │ │ │ │ │ │ │ X Maria Anna Bernaldo de Quiros, marquese d'Atarfe (1866-1934)
│ │ │ │ │ │ │ │ │
│ │ │ │ │ │ │ │ ├─>Lluís (1887-1945), duc d'Ansola
│ │ │ │ │ │ │ │ │ X Beatrice Harrington (1891-1979)
│ │ │ │ │ │ │ │ │
│ │ │ │ │ │ │ │ └─>Manfred (1889-1979)
│ │ │ │ │ │ │ │ X 1) Letícia de Santa Marina y Romero (1899-1925)
│ │ │ │ │ │ │ │ X 2) Teresa de Mariategui y Arteaga (1914-1996)
│ │ │ │ │ │ │ │
│ │ │ │ │ │ │ ├─>Alfons (1866-1934)
│ │ │ │ │ │ │ │ X Julia Méndez y Morales
│ │ │ │ │ │ │ │
│ │ │ │ │ │ │ └─>Gabriel (1869-1889)
│ │ │ │ │ │ │
│ │ │ │ │ │ ├─>Maria Carlota (1787-1787)
│ │ │ │ │ │ │
│ │ │ │ │ │ └─>Carles (1788-1788)
│ │ │ │ │ │
│ │ │ │ │ ├─>Maria Anna (1754-1755)
│ │ │ │ │ │
│ │ │ │ │ ├─>Antoni (1755-1817)
│ │ │ │ │ │ X Amàlia d'Espanya (1779-1798)
│ │ │ │ │ │
│ │ │ │ │ └─>Francesc (1757-1771)
│ │ │ │ │
│ │ │ │ ├2>Francesc (1717-1717)
│ │ │ │ │
│ │ │ │ ├2>Maria Anna Victòria (1718-1781)
│ │ │ │ │ X 
Josep I de Portugal
 (1714-1777)
│ │ │ │ │

Ducs de Parma

│ │ │ │ ├2> 
Felip I de Parma
 (1720-1765), duc de Parma
│ │ │ │ │ X 
Elisabet de França
 (1727-1759)
│ │ │ │ │ │
│ │ │ │ │ ├─>Isabel (1741-1763)
│ │ │ │ │ │ X 
Josep II
 (1741-1790), emperador
│ │ │ │ │ │
│ │ │ │ │ ├─> 
Ferran I
 (1751-1802), duc de Parma
│ │ │ │ │ │ X Maria Amàlia d'Àustria (1746-1804)
│ │ │ │ │ │ │
│ │ │ │ │ │ ├─> 
Lluís I
 (1773-1803), rei d'Etrúria
│ │ │ │ │ │ │ X 
Maria Lluïsa d'Espanya
 (1782-1824)
│ │ │ │ │ │ │ │
│ │ │ │ │ │ │ ├─> 
Carles Lluís I de Lucca
 (1799-1883), rei d'Etrúria, duc de Lucca, després duc de Parma
│ │ │ │ │ │ │ │ X 
Maria Teresa de Savoia
 (1803-1879)
│ │ │ │ │ │ │ │ │
│ │ │ │ │ │ │ │ ├─>Lluïsa (1821-1823)
│ │ │ │ │ │ │ │ │
│ │ │ │ │ │ │ │ └─> 
Carles III de Parma
 (1823-1854), duc de Parma
│ │ │ │ │ │ │ │ X 
Lluïsa d'Artois
 (1819-1864)
│ │ │ │ │ │ │ │ │
│ │ │ │ │ │ │ │ ├─>Margarida (1847-1893)
│ │ │ │ │ │ │ │ │ X 
Carles Lluís de Borbó i de Bragança
 (1848-1909), «duc de Madrid», pretendent carlista i legitimista
│ │ │ │ │ │ │ │ │
│ │ │ │ │ │ │ │ ├─> 
Robert I
 (1848-1907), duc de Parma
│ │ │ │ │ │ │ │ │ X 1) Maria Pia de Borbó-Sicília (1849-1882)
│ │ │ │ │ │ │ │ │ X 2) Maria Antonieta de Portugal (1862-1959)
│ │ │ │ │ │ │ │ │ │
│ │ │ │ │ │ │ │ │ ├1>Maria Lluïsa (1870-1899)
│ │ │ │ │ │ │ │ │ │ X 
Ferran I de Bulgària
 (1861-1948)
│ │ │ │ │ │ │ │ │ │
│ │ │ │ │ │ │ │ │ ├1>Ferran (1871-1872)
│ │ │ │ │ │ │ │ │ │
│ │ │ │ │ │ │ │ │ ├1>Lluïsa (1872-1943)
│ │ │ │ │ │ │ │ │ │
│ │ │ │ │ │ │ │ │ ├1>Enric (1873-1939), «duc de Parma»
│ │ │ │ │ │ │ │ │ │
│ │ │ │ │ │ │ │ │ ├1>Immaculada (1874-1914)
│ │ │ │ │ │ │ │ │ │
│ │ │ │ │ │ │ │ │ ├1>Josep (1875-1950), «duc de Parma»
│ │ │ │ │ │ │ │ │ │
│ │ │ │ │ │ │ │ │ ├1>Teresa (1876-1959)
│ │ │ │ │ │ │ │ │ │
│ │ │ │ │ │ │ │ │ ├1>Pia (1877-1915)
│ │ │ │ │ │ │ │ │ │
│ │ │ │ │ │ │ │ │ ├1>Beatriu (1879-1946
│ │ │ │ │ │ │ │ │ │ X Pietro, comte Lucchesi Palli (1870-1939)
│ │ │ │ │ │ │ │ │ │
│ │ │ │ │ │ │ │ │ ├1>Elies (1880-1959), «duc de Parma»
│ │ │ │ │ │ │ │ │ │ X Maria Anna d'Àustria (1882-1940)
│ │ │ │ │ │ │ │ │ │ │
│ │ │ │ │ │ │ │ │ │ ├─Elisabet (1904-1983)
│ │ │ │ │ │ │ │ │ │ │
│ │ │ │ │ │ │ │ │ │ ├─>Carles Lluís (1905-1912)
│ │ │ │ │ │ │ │ │ │ │
│ │ │ │ │ │ │ │ │ │ ├─>Maria Francesca (1906-1994)
│ │ │ │ │ │ │ │ │ │ │
│ │ │ │ │ │ │ │ │ │ ├─>Robert (1909-1974), «duc de Parma»
│ │ │ │ │ │ │ │ │ │ │
│ │ │ │ │ │ │ │ │ │ ├─>Francesc (1913-1939)
│ │ │ │ │ │ │ │ │ │ │
│ │ │ │ │ │ │ │ │ │ ├─>Joana Isabel (1916-1949)
│ │ │ │ │ │ │ │ │ │ │
│ │ │ │ │ │ │ │ │ │ ├─>Alícia (1917)
│ │ │ │ │ │ │ │ │ │ │ X Alfons de Borbó-Sicília (1901-1964)
│ │ │ │ │ │ │ │ │ │ │
│ │ │ │ │ │ │ │ │ │ └─>Maria Cristina (1925)
│ │ │ │ │ │ │ │ │ │
│ │ │ │ │ │ │ │ │ ├1>Anastàsia (1881-1881)
│ │ │ │ │ │ │ │ │ │
│ │ │ │ │ │ │ │ │ ├1>Augusta (1882-1882)
│ │ │ │ │ │ │ │ │ │
│ │ │ │ │ │ │ │ │ ├2>Adelaida (1885-1959)
│ │ │ │ │ │ │ │ │ │
│ │ │ │ │ │ │ │ │ ├2>Sixte (1886-1934)
│ │ │ │ │ │ │ │ │ │ X Hedwigis de la Rochefoucauld (1896-1986)
│ │ │ │ │ │ │ │ │ │ │
│ │ │ │ │ │ │ │ │ │ └─>Isabel (1922)
│ │ │ │ │ │ │ │ │ │ X Roger de La Rochefoucauld (1915-1970)
│ │ │ │ │ │ │ │ │ │
│ │ │ │ │ │ │ │ │ ├2> 
François-Xavier
 (1889-1977), «duc de Parma»
│ │ │ │ │ │ │ │ │ │ X Magdalena de Borbó-Busset (1898-1984)
│ │ │ │ │ │ │ │ │ │ │
│ │ │ │ │ │ │ │ │ │ ├─>Maria Francesca (1928)
│ │ │ │ │ │ │ │ │ │ │ X Edouard Lobkowicz (1926)
│ │ │ │ │ │ │ │ │ │ │
│ │ │ │ │ │ │ │ │ │ ├─>Carles Hug (1930), «duc de Parma»
│ │ │ │ │ │ │ │ │ │ │ X Irene dels Països Baixos (1939)
│ │ │ │ │ │ │ │ │ │ │ │
│ │ │ │ │ │ │ │ │ │ │ ├─> Carles (1970-), «príncep de Piacenza»
│ │ │ │ │ │ │ │ │ │ │ │
│ │ │ │ │ │ │ │ │ │ │ ├─>Jaume (1972)
│ │ │ │ │ │ │ │ │ │ │ │
│ │ │ │ │ │ │ │ │ │ │ ├─>Margarida (1972)
│ │ │ │ │ │ │ │ │ │ │ │ X Edwin Karel Willem de Roy van Zuydewijn (1966)
│ │ │ │ │ │ │ │ │ │ │ │
│ │ │ │ │ │ │ │ │ │ │ └─>Maria Carolina (1974)
│ │ │ │ │ │ │ │ │ │ │
│ │ │ │ │ │ │ │ │ │ ├─>Maria Teresa (1933)
│ │ │ │ │ │ │ │ │ │ │
│ │ │ │ │ │ │ │ │ │ ├─>Cecília (1935)
│ │ │ │ │ │ │ │ │ │ │
│ │ │ │ │ │ │ │ │ │ ├─>Maria de les Neus (1937)
│ │ │ │ │ │ │ │ │ │ │
│ │ │ │ │ │ │ │ │ │ └─>Sixte Enric (1940)
│ │ │ │ │ │ │ │ │ │
│ │ │ │ │ │ │ │ │ ├2>Francesca Josefina (1890-1978)
│ │ │ │ │ │ │ │ │ │
│ │ │ │ │ │ │ │ │ ├2> 
Zita
 (1892-1989)
│ │ │ │ │ │ │ │ │ │ X 
Carles I d'Àustria
 (1887-1922)
│ │ │ │ │ │ │ │ │ │
│ │ │ │ │ │ │ │ │ ├2> 
Fèlix
 (1893-1970), príncep de Parma
│ │ │ │ │ │ │ │ │ │ X 
Carlota I de Luxemburg
 (1896-1985), gran duquessa de Luxemburg
│ │ │ │ │ │ │ │ │ │ │
│ │ │ │ │ │ │ │ │ │ ├─> 
Joan I de Luxemburg
 (1921), grand-duc de Luxemburg
│ │ │ │ │ │ │ │ │ │ │ Josefina de Bèlgica (1927)
│ │ │ │ │ │ │ │ │ │ │ │
│ │ │ │ │ │ │ │ │ │ │ ├─>Maria Astrid (1954)
│ │ │ │ │ │ │ │ │ │ │ │ X Carles Cristià d'Àustria (1954)
│ │ │ │ │ │ │ │ │ │ │ │
│ │ │ │ │ │ │ │ │ │ │ ├─> 
Enric I de Luxemburg
 (1955), gran duc de Luxemburg
│ │ │ │ │ │ │ │ │ │ │ │ X Maria Teresa Mestre i Batista (1956)
│ │ │ │ │ │ │ │ │ │ │ │ │
│ │ │ │ │ │ │ │ │ │ │ │ ├─> Guillem (1981)
│ │ │ │ │ │ │ │ │ │ │ │ │
│ │ │ │ │ │ │ │ │ │ │ │ ├─>Fèlix (1984)
│ │ │ │ │ │ │ │ │ │ │ │ │
│ │ │ │ │ │ │ │ │ │ │ │ ├─>Lluís (1986)
│ │ │ │ │ │ │ │ │ │ │ │ │
│ │ │ │ │ │ │ │ │ │ │ │ ├─>Alexandra (1991)
│ │ │ │ │ │ │ │ │ │ │ │ │
│ │ │ │ │ │ │ │ │ │ │ │ └─>Sebastià (1992)
│ │ │ │ │ │ │ │ │ │ │ │
│ │ │ │ │ │ │ │ │ │ │ ├─>Margarida (1957)
│ │ │ │ │ │ │ │ │ │ │ │ X Nikolaus von und zu Liechtenstein (1947)
│ │ │ │ │ │ │ │ │ │ │ │
│ │ │ │ │ │ │ │ │ │ │ ├─>Joan (1957)
│ │ │ │ │ │ │ │ │ │ │ │ X Elena Susanna Vestur (1958)
│ │ │ │ │ │ │ │ │ │ │ │ │
│ │ │ │ │ │ │ │ │ │ │ │ ├─>Maria Gabriela (1986)
│ │ │ │ │ │ │ │ │ │ │ │ │
│ │ │ │ │ │ │ │ │ │ │ │ ├─>Constantí (1988)
│ │ │ │ │ │ │ │ │ │ │ │ │
│ │ │ │ │ │ │ │ │ │ │ │ ├─>Wenceslau (1990)
│ │ │ │ │ │ │ │ │ │ │ │ │
│ │ │ │ │ │ │ │ │ │ │ │ └─>Carles Joan (1992)
│ │ │ │ │ │ │ │ │ │ │ │
│ │ │ │ │ │ │ │ │ │ │ └─>Guillem (1963)
│ │ │ │ │ │ │ │ │ │ │ X Sibilla Sandra Weiller (1968)
│ │ │ │ │ │ │ │ │ │ │ │
│ │ │ │ │ │ │ │ │ │ │ ├─>Pau Lluís (1998)
│ │ │ │ │ │ │ │ │ │ │ │
│ │ │ │ │ │ │ │ │ │ │ ├─>Leopold (2000)
│ │ │ │ │ │ │ │ │ │ │ │
│ │ │ │ │ │ │ │ │ │ │ ├─>Carlota (2000)
│ │ │ │ │ │ │ │ │ │ │ │
│ │ │ │ │ │ │ │ │ │ │ └─>Joan (2004)
│ │ │ │ │ │ │ │ │ │ │
│ │ │ │ │ │ │ │ │ │ ├─>Elizabet (1922)
│ │ │ │ │ │ │ │ │ │ │ X Francesc Ferran de Hohenberg (1927-1977)
│ │ │ │ │ │ │ │ │ │ │
│ │ │ │ │ │ │ │ │ │ ├─>Maria Adelaide (1924)
│ │ │ │ │ │ │ │ │ │ │ X Karl Josef Henckel von Donnersmarck (1928)
│ │ │ │ │ │ │ │ │ │ │
│ │ │ │ │ │ │ │ │ │ ├─>Maria Gabriela (1925)
│ │ │ │ │ │ │ │ │ │ │ X Knud von Holstein-Ledreborg (1919-2001)
│ │ │ │ │ │ │ │ │ │ │
│ │ │ │ │ │ │ │ │ │ ├─>Carles (1927-1977)
│ │ │ │ │ │ │ │ │ │ │ X Joan Douglas Dillon (1935)
│ │ │ │ │ │ │ │ │ │ │ │
│ │ │ │ │ │ │ │ │ │ │ ├─>Carlota (1967)
│ │ │ │ │ │ │ │ │ │ │ │ X Marc-Victor Cunningham (1965)
│ │ │ │ │ │ │ │ │ │ │ │
│ │ │ │ │ │ │ │ │ │ │ └─>Robert (1968)
│ │ │ │ │ │ │ │ │ │ │ X Julie Ongaro (1966)
│ │ │ │ │ │ │ │ │ │ │ │
│ │ │ │ │ │ │ │ │ │ │ ├─>Carlota (1995)
│ │ │ │ │ │ │ │ │ │ │ │
│ │ │ │ │ │ │ │ │ │ │ ├─>Alexander (1997)
│ │ │ │ │ │ │ │ │ │ │ │
│ │ │ │ │ │ │ │ │ │ │ └─>Frederic (2002)
│ │ │ │ │ │ │ │ │ │ │
│ │ │ │ │ │ │ │ │ │ └─>Alix (1929)
│ │ │ │ │ │ │ │ │ │ X Antoni de Ligne (1925)
│ │ │ │ │ │ │ │ │ │
│ │ │ │ │ │ │ │ │ ├2>Renat (1894-1962)
│ │ │ │ │ │ │ │ │ │ X Margarida de Dinamarca (1895-1992)
│ │ │ │ │ │ │ │ │ │ │
│ │ │ │ │ │ │ │ │ │ ├─>Jaume (1922-1964)
│ │ │ │ │ │ │ │ │ │ │ X Brígida de Holstein-Ledreborg (1922)
│ │ │ │ │ │ │ │ │ │ │ │
│ │ │ │ │ │ │ │ │ │ │ ├─>Felip (1949)
│ │ │ │ │ │ │ │ │ │ │ │ X Anneta Smith (1955)
│ │ │ │ │ │ │ │ │ │ │ │ │
│ │ │ │ │ │ │ │ │ │ │ │ ├─>Jaume (1986)
│ │ │ │ │ │ │ │ │ │ │ │ │
│ │ │ │ │ │ │ │ │ │ │ │ └─>Josep (1989)
│ │ │ │ │ │ │ │ │ │ │ │
│ │ │ │ │ │ │ │ │ │ │ ├─>Lorena (1951)
│ │ │ │ │ │ │ │ │ │ │ │
│ │ │ │ │ │ │ │ │ │ │ └─>Alan (1955)
│ │ │ │ │ │ │ │ │ │ │
│ │ │ │ │ │ │ │ │ │ ├─>Miquel (1926)
│ │ │ │ │ │ │ │ │ │ │ X 1) Iolanda de Broglie-Revel (1928)
│ │ │ │ │ │ │ │ │ │ │ X 2) Maria Pia de Savoia (*24.9.1934)
│ │ │ │ │ │ │ │ │ │ │ │
│ │ │ │ │ │ │ │ │ │ │ ├1>Eric (1953)
│ │ │ │ │ │ │ │ │ │ │ │ X Lídia de Holstein-Ledreborg (1955)
│ │ │ │ │ │ │ │ │ │ │ │ │
│ │ │ │ │ │ │ │ │ │ │ │ ├─>Antonieta (1981)
│ │ │ │ │ │ │ │ │ │ │ │ │
│ │ │ │ │ │ │ │ │ │ │ │ ├─>Maria Gabriela (1982)
│ │ │ │ │ │ │ │ │ │ │ │ │
│ │ │ │ │ │ │ │ │ │ │ │ ├─>Alèxia (1985)
│ │ │ │ │ │ │ │ │ │ │ │ │
│ │ │ │ │ │ │ │ │ │ │ │ ├─>Miquel (1989)
│ │ │ │ │ │ │ │ │ │ │ │ │
│ │ │ │ │ │ │ │ │ │ │ │ └─>Enric (1991)
│ │ │ │ │ │ │ │ │ │ │ │
│ │ │ │ │ │ │ │ │ │ │ ├1>Inès (1952-1981)
│ │ │ │ │ │ │ │ │ │ │ │
│ │ │ │ │ │ │ │ │ │ │ ├1>Sibil (1954)
│ │ │ │ │ │ │ │ │ │ │ │ X Craig Richards (1962)
│ │ │ │ │ │ │ │ │ │ │ │
│ │ │ │ │ │ │ │ │ │ │ ├1>Victòria (1957-2001)
│ │ │ │ │ │ │ │ │ │ │ │ X Ernst von Gecmen-Waldek (1943)
│ │ │ │ │ │ │ │ │ │ │ │
│ │ │ │ │ │ │ │ │ │ │ └1>Carles Manel (1962)
│ │ │ │ │ │ │ │ │ │ │ X Constança de Ravinel (1970)
│ │ │ │ │ │ │ │ │ │ │ │
│ │ │ │ │ │ │ │ │ │ │ ├─>Amauri (1991)
│ │ │ │ │ │ │ │ │ │ │ │
│ │ │ │ │ │ │ │ │ │ │ ├─>Carlota (1993)
│ │ │ │ │ │ │ │ │ │ │ │
│ │ │ │ │ │ │ │ │ │ │ ├─>Elisabet (1996)
│ │ │ │ │ │ │ │ │ │ │ │
│ │ │ │ │ │ │ │ │ │ │ └─>Zita (1999)
│ │ │ │ │ │ │ │ │ │ │
│ │ │ │ │ │ │ │ │ │ ├─>Anna (1923)
│ │ │ │ │ │ │ │ │ │ │ X 
Miquel I de Romania
 (1921)
│ │ │ │ │ │ │ │ │ │ │
│ │ │ │ │ │ │ │ │ │ └─>Andreu (1928)
│ │ │ │ │ │ │ │ │ │ X Marina Gacry (1935)
│ │ │ │ │ │ │ │ │ │ │
│ │ │ │ │ │ │ │ │ │ ├─> Tània (1961)
│ │ │ │ │ │ │ │ │ │ │ X Gilbert Silly (1953)
│ │ │ │ │ │ │ │ │ │ │
│ │ │ │ │ │ │ │ │ │ ├─>Astrid (1964)
│ │ │ │ │ │ │ │ │ │ │
│ │ │ │ │ │ │ │ │ │ └─>Axel (1967)
│ │ │ │ │ │ │ │ │ │ X Raphaële de Montagnon (1971)
│ │ │ │ │ │ │ │ │ │ │
│ │ │ │ │ │ │ │ │ │ ├─>Cosme (1997)
│ │ │ │ │ │ │ │ │ │ │
│ │ │ │ │ │ │ │ │ │ └─>Alix (2000)
│ │ │ │ │ │ │ │ │ │
│ │ │ │ │ │ │ │ │ ├2>Maria Antonieta (1895-1937)
│ │ │ │ │ │ │ │ │ │
│ │ │ │ │ │ │ │ │ ├2>Isabel (1898-1984)
│ │ │ │ │ │ │ │ │ │
│ │ │ │ │ │ │ │ │ ├2>Lluís (1899-1967)
│ │ │ │ │ │ │ │ │ │ X Maria de Savoia (1914)
│ │ │ │ │ │ │ │ │ │ │
│ │ │ │ │ │ │ │ │ │ ├─>Guiu (1940-1991)
│ │ │ │ │ │ │ │ │ │ │ X Brigitte Peu-Duvallon (1943-1993)
│ │ │ │ │ │ │ │ │ │ │ │
│ │ │ │ │ │ │ │ │ │ │ └─>Lluís (1966)
│ │ │ │ │ │ │ │ │ │ │ X Ariana Nicolet (1966)
│ │ │ │ │ │ │ │ │ │ │ │
│ │ │ │ │ │ │ │ │ │ │ ├─>Delfina (1992)
│ │ │ │ │ │ │ │ │ │ │ │
│ │ │ │ │ │ │ │ │ │ │ └─>Guiu (1995)
│ │ │ │ │ │ │ │ │ │ │
│ │ │ │ │ │ │ │ │ │ ├─>Remigi (1942)
│ │ │ │ │ │ │ │ │ │ │ X Laurence Dufresne d'Arganchy (1951)
│ │ │ │ │ │ │ │ │ │ │ │
│ │ │ │ │ │ │ │ │ │ │ ├─>Tristà (1974)
│ │ │ │ │ │ │ │ │ │ │ │
│ │ │ │ │ │ │ │ │ │ │ └─>Auda (1977)
│ │ │ │ │ │ │ │ │ │ │
│ │ │ │ │ │ │ │ │ │ ├─>Chantal (1946)
│ │ │ │ │ │ │ │ │ │ │ X 1) Panayotis Skinas (1937)
│ │ │ │ │ │ │ │ │ │ │ X 2) François-Enric Georges (1941)
│ │ │ │ │ │ │ │ │ │ │
│ │ │ │ │ │ │ │ │ │ └─>Joan (1961)
│ │ │ │ │ │ │ │ │ │ X Virgínia Roatta (1964)
│ │ │ │ │ │ │ │ │ │ │
│ │ │ │ │ │ │ │ │ │ ├─>Arnald (1989)
│ │ │ │ │ │ │ │ │ │ │
│ │ │ │ │ │ │ │ │ │ └─>Cristòfol (1991)
│ │ │ │ │ │ │ │ │ │
│ │ │ │ │ │ │ │ │ ├2>Enriqueta (1903-1987)
│ │ │ │ │ │ │ │ │ │
│ │ │ │ │ │ │ │ │ └2>Gaietà (1905-1958)
│ │ │ │ │ │ │ │ │ X Margarida de Thurn i Taxis (1909)
│ │ │ │ │ │ │ │ │ │
│ │ │ │ │ │ │ │ │ └─>Diana Margarida (1932)
│ │ │ │ │ │ │ │ │ X 1) Francesc d'Hohenzollern (1926)
│ │ │ │ │ │ │ │ │ X 2) Hans Joachim Oehmichen (1920-1995)
│ │ │ │ │ │ │ │ │
│ │ │ │ │ │ │ │ ├─> 
Alícia
 (1849-1935)
│ │ │ │ │ │ │ │ │ X 
Ferran IV de Toscana
 (1835-1908)
│ │ │ │ │ │ │ │ │
│ │ │ │ │ │ │ │ └─> 
Enric
 (1851-1905)
│ │ │ │ │ │ │ │ X 1) Immaculada de Borbó-Sicília (1855-1874)
│ │ │ │ │ │ │ │ X 2) Adelgunda de Portugal (1858-1946)
│ │ │ │ │ │ │ │
│ │ │ │ │ │ │ └─> 
Maria Lluïsa
 (1802-1857)
│ │ │ │ │ │ │ X 1) 
Maximilià de Saxònia
 (1759-1838)
│ │ │ │ │ │ │ X 2) Ferdinando Rossi (+1854)
│ │ │ │ │ │ │ X 3) Giovanni Vimercati (1788)
│ │ │ │ │ │ │
│ │ │ │ │ │ ├─>Felip (1783-1786)
│ │ │ │ │ │ │
│ │ │ │ │ │ ├─>Carolina (1770-1804)
│ │ │ │ │ │ │ X Maximilià de Saxònia (*1759-1838)
│ │ │ │ │ │ │
│ │ │ │ │ │ ├─>Maria Antonieta (1774-1841)
│ │ │ │ │ │ │
│ │ │ │ │ │ ├─>Carlota (1777-1813)
│ │ │ │ │ │ │
│ │ │ │ │ │ ├─>Antonieta (1784-jove)
│ │ │ │ │ │ │
│ │ │ │ │ │ └─>Maria Lluïsa (1787-1789)
│ │ │ │ │ │
│ │ │ │ │ └─>Maria Lluïsa (1751-1819)
│ │ │ │ │ X 
Carles IV d'Espanya
 (1748-1819)
│ │ │ │ │
│ │ │ │ ├2> 
Maria Teresa
 (1726-1746)
│ │ │ │ │ X 
Lluís
, delfí de França (1729-1765)
│ │ │ │ │
│ │ │ │ ├2> 
Lluís Antoni
 (1727-1785), primat d'Espanya, arquebisbe de Toledo, cardenal, i posteriorment comte de Chinchon
│ │ │ │ │ X Maria Teresa de Vallabriga y de Rozas (1758-1820)
│ │ │ │ │ │
│ │ │ │ │ ├─>Lluís (1777-1823), comte de Chinchon, després arquebisbe de Sevilla, i més tard de Toledo
│ │ │ │ │ │
│ │ │ │ │ ├─>un fill (1778-jove)
│ │ │ │ │ │
│ │ │ │ │ ├─> 
Maria Teresa de Borbó
 (1779?-1828)
│ │ │ │ │ │ X 
Manuel Godoy
, duc d'Alcúdia (1767-1851)
│ │ │ │ │ │
│ │ │ │ │ └─>Maria Lluïsa (1780-1846)
│ │ │ │ │ X Joaquin de Melgarejo y Saurín Duque de San Fernando de Quiroga (mort el1835)
│ │ │ │ │
│ │ │ │ └2>Maria Antonieta (1729-1785)
│ │ │ │ X 
Víctor Amadeu III de Sardenya
 (1726-1796)
│ │ │ │
│ │ │ └─>Carles (1686-1714), duc de Berry
│ │ │
│ │ ├─>Anna Elisabet (1662-1662)
│ │ │
│ │ ├─>Maria Anna (1664-1664)
│ │ │
│ │ ├─>Maria Teresa (1667-1672)
│ │ │
│ │ ├─>Felip Carles (1668-1671), duc d'Anjou
│ │ │
│ │ └─>Lluís Francesc (1672-1672), duc d'Anjou
│ │

Branca d'Orleans

│ └─> 
Felip I
 (1640-1701) duc d'Orleans
│ X 1) 1661 Enriqueta d'Anglaterra (1644-1670)
│ X 2) 1671 Elisabet Carlota, princesa palatina (-1722)
│ │
│ ├1>Maria Lluïsa (1662-1689)
│ │ X 1679 
Carles II d'Espanya

│ │
│ ├1>Felip Carles (1664-1666), duc de Valois
│ │
│ ├1>Ne (1665-1665)
│ │
│ ├1>Anna Maria (1669-1728)
│ │ X 
Víctor Amadeu II de Savoia

│ │
│ ├2>Alexandre Lluís (1673-1676), duc de Valois
│ │
│ ├2> 
Felip II
 (1674-1723) duc d'Orleans, regent
│ │ X 1692 Francesca Maria de Borbó (1677-1749)
│ │ │
│ │ ├─>Ne (1693-1694), senyoreta de Valois
│ │ │
│ │ ├─>Maria Lluïsa Elizabet (1695-1719)
│ │ │ X 1) 1710 Carles de França (1686-1714), duc de Berry
│ │ │ X 2) 1716 Armand d'Aydic (1692-1741), comte de Rion
│ │ │
│ │ ├─>Maria Lluïsa Adelaida(1698-1743), senyoreta de Chartres, abadessa de Chelles
│ │ │
│ │ ├─>Carlota Aglaé (1700-1761
│ │ │ X 1720 
Francesc III d'Este-Mòdena
 (1698-1780)
│ │ │
│ │ ├─> 
Lluís
 (1703-1752), duc d'Orleans
│ │ │ X 1724 Augusta de Baden (1704-1726)
│ │ │ │
│ │ │ ├─> 
Lluís Felip I
 (1725-1785), duc d'Orleans
│ │ │ │ X 1) 1743 Lluïsa Enriqueta de Conti (1726-1759)
│ │ │ │ X 2) 1773 Carlota Joana Berald de la Haye (1738-1806)
│ │ │ │ │
│ │ │ │ ├1>Ne (1745-1745), senyoreta de Chartres
│ │ │ │ │
│ │ │ │ ├1> 
Felip Igualtat
 (1747-1793), duc d'Orleans
│ │ │ │ │ X 1769 Lluïsa Maria Adelaida de Borbó-Penthièvre (1753-1821)
│ │ │ │ │ │
│ │ │ │ │ ├─> 
Lluís Felip I de França
 (1773-1850), rei de França
│ │ │ │ │ │ X Maria Amàlia de Borbó-Dues Sicílies (1782-1866)
│ │ │ │ │ │ │
│ │ │ │ │ │ ├─> 
Ferran Felip
 (1810-1842), duc d'Orleans
│ │ │ │ │ │ │ X Elena de Mecklenburg-Schwerin (1814-1858)
│ │ │ │ │ │ │ │
│ │ │ │ │ │ │ ├─> 
Felip
 (1838-1894), comte de París
│ │ │ │ │ │ │ │ X Maria Isabel d'Orleans (1848-1919)
│ │ │ │ │ │ │ │ │
│ │ │ │ │ │ │ │ ├─> 
Amàlia
 (1865-1951)
│ │ │ │ │ │ │ │ │ X 
Carles I de Portugal
 (1863-1908)
│ │ │ │ │ │ │ │ │
│ │ │ │ │ │ │ │ ├─> 
Felip
 (1869-1926), duc d'Orleans
│ │ │ │ │ │ │ │ │ X Maria Dorotea d'Àustria (1867-1932)
│ │ │ │ │ │ │ │ │
│ │ │ │ │ │ │ │ ├─> 
Elena
 (1871-1951)
│ │ │ │ │ │ │ │ │ X 1) Manel Filibert de Savoia, duc d'Aosta (1869-1931)
│ │ │ │ │ │ │ │ │ X 2) Oddone Campini
│ │ │ │ │ │ │ │ │
│ │ │ │ │ │ │ │ ├─>Carles (1875-1875)
│ │ │ │ │ │ │ │ │
│ │ │ │ │ │ │ │ ├─>Isabel (1878-1961)
│ │ │ │ │ │ │ │ │ X 
Joan d'Orleans
 (1874-1940), «duc de Guisa»
│ │ │ │ │ │ │ │ │
│ │ │ │ │ │ │ │ ├─>Jaume (1880-1881)
│ │ │ │ │ │ │ │ │
│ │ │ │ │ │ │ │ ├─> 
Lluïsa
 (1882-1858)
│ │ │ │ │ │ │ │ │ X Carles de Borbó-Sicília, (1870-1949)
│ │ │ │ │ │ │ │ │
│ │ │ │ │ │ │ │ └─> 
Ferran
 (1884-1924), «duc de Montpensier»
│ │ │ │ │ │ │ │ X Maria Isabel González de Olañeta y Ibarreta (1895-1958)
│ │ │ │ │ │ │ │
│ │ │ │ │ │ │ └─> 
Robert
 (1840-1910), duc de Chartres
│ │ │ │ │ │ │ X 
Francesca d'Orleans (duquessa de Chartres)
 (1844-1925)
│ │ │ │ │ │ │ │
│ │ │ │ │ │ │ ├─>Maria (1865-1909)
│ │ │ │ │ │ │ │ X Valdemar de Dinamarca (1858-1939)
│ │ │ │ │ │ │ │
│ │ │ │ │ │ │ ├─>Margarida (1869-1940)
│ │ │ │ │ │ │ │ X Armand Patrici de MacMahon (1855-1927), duc de Magenta
│ │ │ │ │ │ │ │
│ │ │ │ │ │ │ ├─>Robert (1866-1885)
│ │ │ │ │ │ │ │
│ │ │ │ │ │ │ ├─>Enric (1867-1901)
│ │ │ │ │ │ │ │
│ │ │ │ │ │ │ └─> 
Joan d'Orleans
 (1874-1940), «duc de Guisa»
│ │ │ │ │ │ │ X 
Isabel
 (1878-1961)
│ │ │ │ │ │ │ │
│ │ │ │ │ │ │ ├─>Isabel (1900-1983)
│ │ │ │ │ │ │ │ X 1) Bruno comte d'Harcourt (1899-1930)
│ │ │ │ │ │ │ │ X 2) Pere, príncep Murat (1900-1948)
│ │ │ │ │ │ │ │
│ │ │ │ │ │ │ ├─> 
Francesca
 (1902-1953)
│ │ │ │ │ │ │ │ X Cristòfol de Grècia i de Dinamarca (1888-1940)
│ │ │ │ │ │ │ │
│ │ │ │ │ │ │ ├─> 
Anna
 (1906-1986)
│ │ │ │ │ │ │ │ X Amadeu de Savoia (1898-1942), duc d'Aosta
│ │ │ │ │ │ │ │
│ │ │ │ │ │ │ └─> 
Enric
 (1908-1999), «comte de París»
│ │ │ │ │ │ │ X Isabel d'Orleans-Bragança (1911)
│ │ │ │ │ │ │ │
│ │ │ │ │ │ │ ├─>Isabel (1932)
│ │ │ │ │ │ │ │ X Frederic Carles de Schönborn-Buchheim (1938)
│ │ │ │ │ │ │ │
│ │ │ │ │ │ │ ├─> 
Enric
 (1933), «comte de Clermont i de Mortain»
│ │ │ │ │ │ │ │ X 1) Maria Teresa de Württemberg (1934)
│ │ │ │ │ │ │ │ X 2) Micaela Cousiño (1938)
│ │ │ │ │ │ │ │ │
│ │ │ │ │ │ │ │ ├1>Maria (1959)
│ │ │ │ │ │ │ │ │ X Gundakar de Liechtenstein (1949)
│ │ │ │ │ │ │ │ │
│ │ │ │ │ │ │ │ ├1>Francesc, «comte de Clermont» (1961)
│ │ │ │ │ │ │ │ │
│ │ │ │ │ │ │ │ ├1>Blanca (1962)
│ │ │ │ │ │ │ │ │
│ │ │ │ │ │ │ │ ├1>Joan, «duc de Vendôme» (1965)
│ │ │ │ │ │ │ │ │
│ │ │ │ │ │ │ │ └1>Eudes, «duc d'Angulema» (1968)
│ │ │ │ │ │ │ │ X Maria Lluïsa de Rohan-Chabot (1969)
│ │ │ │ │ │ │ │
│ │ │ │ │ │ │ ├─>Elena (1934)
│ │ │ │ │ │ │ │ X Eberard de Limburg-Estíria (1927)
│ │ │ │ │ │ │ │
│ │ │ │ │ │ │ ├─>Francesc (1935-1960), «duc d'Orleans»
│ │ │ │ │ │ │ │
│ │ │ │ │ │ │ ├─>Anna (1938)
│ │ │ │ │ │ │ │ X Carles de Borbó-Sicília (1938)
│ │ │ │ │ │ │ │
│ │ │ │ │ │ │ ├─>Diane (1940)
│ │ │ │ │ │ │ │ X Carles de Württemberg (1936)
│ │ │ │ │ │ │ │
│ │ │ │ │ │ │ ├─>Miquel (1941), «comte d'Évreux»
│ │ │ │ │ │ │ │ X Beatriu Pasquier de Franclieu (1941)
│ │ │ │ │ │ │ │ │
│ │ │ │ │ │ │ │ ├─>Clotilde (1968)
│ │ │ │ │ │ │ │ │ X Eduard Crépy (1969)
│ │ │ │ │ │ │ │ │
│ │ │ │ │ │ │ │ ├─>Adelaida (1971)
│ │ │ │ │ │ │ │ │ Pere Lluís Dailly (1968)
│ │ │ │ │ │ │ │ │
│ │ │ │ │ │ │ │ ├─>Carles Felip (1973)
│ │ │ │ │ │ │ │ │
│ │ │ │ │ │ │ │ └─>Francesc (1982)
│ │ │ │ │ │ │ │
│ │ │ │ │ │ │ ├─>Jaume (1941), «duc d'Orleans»
│ │ │ │ │ │ │ │ X Gersenda de Sabran-Pontevès (1942)
│ │ │ │ │ │ │ │ │
│ │ │ │ │ │ │ │ ├─>Diana (1970)
│ │ │ │ │ │ │ │ │ X Alexis de Noailles (1952)
│ │ │ │ │ │ │ │ │
│ │ │ │ │ │ │ │ ├─>Carles Lluís (1972), «duc de Chartres»
│ │ │ │ │ │ │ │ │ X Illana Manos (1970)
│ │ │ │ │ │ │ │ │ │
│ │ │ │ │ │ │ │ │ ├─>Felip (1998)
│ │ │ │ │ │ │ │ │ │
│ │ │ │ │ │ │ │ │ ├─>Lluïsa (1999)
│ │ │ │ │ │ │ │ │ │
│ │ │ │ │ │ │ │ │ ├─>Elena (2001)
│ │ │ │ │ │ │ │ │ │
│ │ │ │ │ │ │ │ │ └─>Constantí (2003)
│ │ │ │ │ │ │ │ │
│ │ │ │ │ │ │ │ └─>Folc (1974), «duc d'Aumale», «comte d'Eu»
│ │ │ │ │ │ │ │
│ │ │ │ │ │ │ ├─>Claudi (1943)
│ │ │ │ │ │ │ │ X 1) Amadeu de Savoia (1943), duc d'Aosta
│ │ │ │ │ │ │ │ X 2) Arnaldo La Cagnina (1929)
│ │ │ │ │ │ │ │
│ │ │ │ │ │ │ ├─>Joana (1946)
│ │ │ │ │ │ │ │ X Francesc Xavier de Sambucy de Sorgue (1943)
│ │ │ │ │ │ │ │
│ │ │ │ │ │ │ └─>Tibald, «comte de la Marca» (1948-1983)
│ │ │ │ │ │ │ X Marion Gordon-Orr (1942)
│ │ │ │ │ │ │ │
│ │ │ │ │ │ │ ├─>Robert (1976), «comte de la Marca»
│ │ │ │ │ │ │ │
│ │ │ │ │ │ │ └─>Lluís Felip (1979-1980)
│ │ │ │ │ │ │
│ │ │ │ │ │ ├─> 
Lluïsa
 (1812-1850)
│ │ │ │ │ │ │ X 
Leopold I de Bèlgica
 (1790-1865)
│ │ │ │ │ │ │
│ │ │ │ │ │ ├─> 
Maria
 (1813-1839)
│ │ │ │ │ │ │ X 
Frederic Guillem
, duc de Württemberg (1804-1881)
│ │ │ │ │ │ │
│ │ │ │ │ │ ├─> 
Lluís
 (1814-1896), duc de Nemours
│ │ │ │ │ │ │ X Victoria de Saxònia-Cobourg-Gotha (1822-1857)
│ │ │ │ │ │ │ │
│ │ │ │ │ │ │ ├─> 
Gastó
 (1842-1922), comte d'Eu
│ │ │ │ │ │ │ │ X 
Isabel de Bragança
 (1846-1921), princesa imperial del Brasil
│ │ │ │ │ │ │ │ │
│ │ │ │ │ │ │ │ ├─>une filla nascuda morta el 1874
│ │ │ │ │ │ │ │ │
│ │ │ │ │ │ │ │ ├─>Pere d'Orleans-Bragança (1875-1940)
│ │ │ │ │ │ │ │ │ X Elisabeth Dobrzensky de Dobrzenicz (1875-1951)
│ │ │ │ │ │ │ │ │ │
│ │ │ │ │ │ │ │ │ ├─>Isabel d'Orleans-Bragança (1911)
│ │ │ │ │ │ │ │ │ │ X 
Enric d'Orleans
 (1908-1999), «comte de París»
│ │ │ │ │ │ │ │ │ │
│ │ │ │ │ │ │ │ │ ├─>Pere d'Orleans-Bragança (1913)
│ │ │ │ │ │ │ │ │ │ X Maria de Borbó-Sicília (1914)
│ │ │ │ │ │ │ │ │ │ │
│ │ │ │ │ │ │ │ │ │ ├─>Pere d'Orleans-Bragança (1945)
│ │ │ │ │ │ │ │ │ │ │ 1) Rony Kuhn de Souza (1938-1979)
│ │ │ │ │ │ │ │ │ │ │ 2) Patricia Alexandra Brascombe (1964)
│ │ │ │ │ │ │ │ │ │ │ │
│ │ │ │ │ │ │ │ │ │ │ ├1>Pere d'Orleans-Bragança (1979)
│ │ │ │ │ │ │ │ │ │ │ │
│ │ │ │ │ │ │ │ │ │ │ └2>Felip d'Orleans-Bragança (1982)
│ │ │ │ │ │ │ │ │ │ │
│ │ │ │ │ │ │ │ │ │ ├─>Alfons d'Orleans-Bragança (1948)
│ │ │ │ │ │ │ │ │ │ │ X Maria Parejo (1954)
│ │ │ │ │ │ │ │ │ │ │ │
│ │ │ │ │ │ │ │ │ │ │ ├─>Maria d'Orleans-Bragança (1974)
│ │ │ │ │ │ │ │ │ │ │ │
│ │ │ │ │ │ │ │ │ │ │ └─>Júlia d'Orleans-Bragança (1977)
│ │ │ │ │ │ │ │ │ │ │
│ │ │ │ │ │ │ │ │ │ ├─>Manel d'Orleans-Bragança (1949)
│ │ │ │ │ │ │ │ │ │ │ X Margarida Haffner (1945)
│ │ │ │ │ │ │ │ │ │ │ │
│ │ │ │ │ │ │ │ │ │ │ ├─>Lluïsa Cristina d'Orleans-Bragança (1978)
│ │ │ │ │ │ │ │ │ │ │ │
│ │ │ │ │ │ │ │ │ │ │ └─>Manel Alfons d'Orleans-Bragança (1981)
│ │ │ │ │ │ │ │ │ │ │
│ │ │ │ │ │ │ │ │ │ ├─>Francesc d'Orleans-Bragança (1956)
│ │ │ │ │ │ │ │ │ │ │ X 1) Christina Schmidt Peçanha (1953)
│ │ │ │ │ │ │ │ │ │ │ X 2) N Pires
│ │ │ │ │ │ │ │ │ │ │ │
│ │ │ │ │ │ │ │ │ │ │ ├1>Francesc Teodor d'Orleans-Bragança (1979)
│ │ │ │ │ │ │ │ │ │ │ │
│ │ │ │ │ │ │ │ │ │ │ ├2>Maria Isabel d'Orleans-Bragança (1982)
│ │ │ │ │ │ │ │ │ │ │ │
│ │ │ │ │ │ │ │ │ │ │ └2>Gabriela d'Orleans-Bragança (1989)
│ │ │ │ │ │ │ │ │ │ │
│ │ │ │ │ │ │ │ │ │ ├─>Maria da Glória d'Orleans-Bragança (1946)
│ │ │ │ │ │ │ │ │ │ │ X 1) 
Alexandre Karadjordjević
 (1945)
│ │ │ │ │ │ │ │ │ │ │ X 2) Ignacio de Medinay Fernández de Córdoba, duc de Segorbe, comte d'Ampurias (1947)
│ │ │ │ │ │ │ │ │ │ │
│ │ │ │ │ │ │ │ │ │ └─>Cristina d'Orleans-Bragança (1950)
│ │ │ │ │ │ │ │ │ │ X 1) Jan, príncep Sapieha-Rozánski (1935)
│ │ │ │ │ │ │ │ │ │ X 2) José Carlos Calmon de Brito
│ │ │ │ │ │ │ │ │ │
│ │ │ │ │ │ │ │ │ ├─>Maria Francesca d'Orleans-Bragança (1914-1968)
│ │ │ │ │ │ │ │ │ │ X Eduard de Portugal, «duc de Bragança» (1907-1976)
│ │ │ │ │ │ │ │ │ │
│ │ │ │ │ │ │ │ │ ├─>Joan d'Orleans-Bragança (1916)
│ │ │ │ │ │ │ │ │ │ X Fatima Scherifa Chirine (1923-1990)
│ │ │ │ │ │ │ │ │ │ │
│ │ │ │ │ │ │ │ │ │ └─>Joan Enric d'Orleans-Bragança (1954)
│ │ │ │ │ │ │ │ │ │ X Stella Christina Lutterbach (1958)
│ │ │ │ │ │ │ │ │ │ │
│ │ │ │ │ │ │ │ │ │ ├─>Joan Felip d'Orleans-Bragança (1986)
│ │ │ │ │ │ │ │ │ │ │
│ │ │ │ │ │ │ │ │ │ └─>Maria Cristina d'Orleans-Bragança (1989)
│ │ │ │ │ │ │ │ │ │
│ │ │ │ │ │ │ │ │ └─>Teresa d'Orleans-Bragança (1919)
│ │ │ │ │ │ │ │ │ X Ernesto Martorell y Caldero (1921-1985)
│ │ │ │ │ │ │ │ │
│ │ │ │ │ │ │ │ ├─>Lluís d'Orleans-Bragança (1878-1920)
│ │ │ │ │ │ │ │ │ X Pia de Borbó-Sicília (1878-1973)
│ │ │ │ │ │ │ │ │ │
│ │ │ │ │ │ │ │ │ ├─>Pere Enric d'Orleans-Bragança (1909-1981)
│ │ │ │ │ │ │ │ │ │ X Maria de Baviera (1914)
│ │ │ │ │ │ │ │ │ │ │
│ │ │ │ │ │ │ │ │ │ ├─>Lluís Gastó d'Orleans-Bragança (1938)
│ │ │ │ │ │ │ │ │ │ │
│ │ │ │ │ │ │ │ │ │ ├─>Eudes d'Orleans-Bragança (1939)
│ │ │ │ │ │ │ │ │ │ │ X 1) Ana Maria de Moraes e Barros (1945)
│ │ │ │ │ │ │ │ │ │ │ X 2) Mercedes Neves da Rocha
│ │ │ │ │ │ │ │ │ │ │ │
│ │ │ │ │ │ │ │ │ │ │ ├1>Lluís Felip d'Orleans-Bragança (1969)
│ │ │ │ │ │ │ │ │ │ │ │
│ │ │ │ │ │ │ │ │ │ │ ├1>Ana Luiza d'Orleans-Bragança (1971)
│ │ │ │ │ │ │ │ │ │ │ │ X Paulo Ibrahim Mansour
│ │ │ │ │ │ │ │ │ │ │ │
│ │ │ │ │ │ │ │ │ │ │ ├2>Eudes d'Orleans-Bragança (1978)
│ │ │ │ │ │ │ │ │ │ │ │
│ │ │ │ │ │ │ │ │ │ │ ├2>Maria Antonia d'Orleans-Bragança (1979)
│ │ │ │ │ │ │ │ │ │ │ │
│ │ │ │ │ │ │ │ │ │ │ ├2>Maria Francisca d'Orleans-Bragança (1979)
│ │ │ │ │ │ │ │ │ │ │ │
│ │ │ │ │ │ │ │ │ │ │ ├2>Guy d'Orleans-Bragança (1984)
│ │ │ │ │ │ │ │ │ │ │ │
│ │ │ │ │ │ │ │ │ │ │ └2>Maria Manoela d'Orleans-Bragança (1989)
│ │ │ │ │ │ │ │ │ │ │
│ │ │ │ │ │ │ │ │ │ ├─>Beltrao d'Orleans-Bragança (1941)
│ │ │ │ │ │ │ │ │ │ │
│ │ │ │ │ │ │ │ │ │ ├─>Isabel d'Orleans-Bragança (1944)
│ │ │ │ │ │ │ │ │ │ │
│ │ │ │ │ │ │ │ │ │ ├─>Pedro d'Orleans-Bragança (1945)
│ │ │ │ │ │ │ │ │ │ │ X Maria de Fatima Lacerda Rocha (1952)
│ │ │ │ │ │ │ │ │ │ │ │
│ │ │ │ │ │ │ │ │ │ │ ├─>Maria Pia d'Orleans-Bragança (1975)
│ │ │ │ │ │ │ │ │ │ │ │
│ │ │ │ │ │ │ │ │ │ │ ├─>Maria Carolina d'Orleans-Bragança (1978)
│ │ │ │ │ │ │ │ │ │ │ │
│ │ │ │ │ │ │ │ │ │ │ ├─>Gabriel José d'Orleans-Bragança (1980)
│ │ │ │ │ │ │ │ │ │ │ │
│ │ │ │ │ │ │ │ │ │ │ ├─>Maria de Fatima Isabel d'Orleans-Bragança (1988)
│ │ │ │ │ │ │ │ │ │ │ │
│ │ │ │ │ │ │ │ │ │ │ └─>Maria Manuela d'Orleans-Bragança (1989)
│ │ │ │ │ │ │ │ │ │ │
│ │ │ │ │ │ │ │ │ │ ├─>Fernando d'Orleans-Bragança (1948)
│ │ │ │ │ │ │ │ │ │ │ X Maria da Graça Baere de Araújo (1952)
│ │ │ │ │ │ │ │ │ │ │ │
│ │ │ │ │ │ │ │ │ │ │ ├─>Isabel Maria Eleonora d'Orleans-Bragança (1978)
│ │ │ │ │ │ │ │ │ │ │ │
│ │ │ │ │ │ │ │ │ │ │ ├─>Maria da Glória Cristina d'Orleans-Bragança (1982)
│ │ │ │ │ │ │ │ │ │ │ │
│ │ │ │ │ │ │ │ │ │ │ └─>Luíza Carolina Maria d'Orleans-Bragança (1984)
│ │ │ │ │ │ │ │ │ │ │
│ │ │ │ │ │ │ │ │ │ ├─>Antonio d'Orleans-Bragança (1950)
│ │ │ │ │ │ │ │ │ │ │ X Cristina de Ligne (*11.8.1955)
│ │ │ │ │ │ │ │ │ │ │ │
│ │ │ │ │ │ │ │ │ │ │ ├─>Pedro Luiz d'Orleans-Bragança (1983)
│ │ │ │ │ │ │ │ │ │ │ │
│ │ │ │ │ │ │ │ │ │ │ ├─>Amélia d'Orleans-Bragança (1984)
│ │ │ │ │ │ │ │ │ │ │ │
│ │ │ │ │ │ │ │ │ │ │ ├─>Rafael d'Orleans-Bragança (1986)
│ │ │ │ │ │ │ │ │ │ │ │
│ │ │ │ │ │ │ │ │ │ │ └─>Maria Gabriela d'Orleans-Bragança (1989)
│ │ │ │ │ │ │ │ │ │ │
│ │ │ │ │ │ │ │ │ │ ├─>Leonora d'Orleans-Bragança (1953)
│ │ │ │ │ │ │ │ │ │ │ X Michel de Ligne (1951)
│ │ │ │ │ │ │ │ │ │ │
│ │ │ │ │ │ │ │ │ │ ├─>Francisco d'Orleans-Bragança (1955)
│ │ │ │ │ │ │ │ │ │ │ X Claudia Regina Godinho (1954)
│ │ │ │ │ │ │ │ │ │ │ │
│ │ │ │ │ │ │ │ │ │ │ ├─>Maria Elisabeth d'Orleans-Bragança (1982)
│ │ │ │ │ │ │ │ │ │ │ │
│ │ │ │ │ │ │ │ │ │ │ ├─>Maria Teresa d'Orleans-Bragança (1984)
│ │ │ │ │ │ │ │ │ │ │ │
│ │ │ │ │ │ │ │ │ │ │ └─>Maria Eleonora d'Orleans-Bragança (1984)
│ │ │ │ │ │ │ │ │ │ │
│ │ │ │ │ │ │ │ │ │ ├─>Alberto d'Orleans-Bragança (1957)
│ │ │ │ │ │ │ │ │ │ │ X Maritza Ribas Bockel (1961)
│ │ │ │ │ │ │ │ │ │ │ │
│ │ │ │ │ │ │ │ │ │ │ ├─>Pere Albert d'Orleans-Bragança (1988)
│ │ │ │ │ │ │ │ │ │ │ │
│ │ │ │ │ │ │ │ │ │ │ ├─>Maria Beatriu d'Orleans-Bragança (1990)
│ │ │ │ │ │ │ │ │ │ │ │
│ │ │ │ │ │ │ │ │ │ │ ├─>Ana Teresa d'Orleans-Bragança (1995)
│ │ │ │ │ │ │ │ │ │ │ │
│ │ │ │ │ │ │ │ │ │ │ └─>Antoni Albert d'Orleans-Bragança (1997)
│ │ │ │ │ │ │ │ │ │ │
│ │ │ │ │ │ │ │ │ │ ├─>Maria Teresa d'Orleans-Bragança (1959)
│ │ │ │ │ │ │ │ │ │ │ X Jan Hessel de Jong (1953)
│ │ │ │ │ │ │ │ │ │ │
│ │ │ │ │ │ │ │ │ │ └─>Maria Gabriela d'Orleans-Bragança (1959)
│ │ │ │ │ │ │ │ │ │
│ │ │ │ │ │ │ │ │ ├─>Luis Gastó d'Orleans-Bragança (1911-1931)
│ │ │ │ │ │ │ │ │ │
│ │ │ │ │ │ │ │ │ └─>Pia Maria d'Orleans-Bragança (1913)
│ │ │ │ │ │ │ │ │ X Renat de Nicolay (1910-1954)
│ │ │ │ │ │ │ │ │
│ │ │ │ │ │ │ │ └─>Antoni Gastó d'Orleans-Bragança (1881-1918)
│ │ │ │ │ │ │ │
│ │ │ │ │ │ │ ├─>Ferran (1844-1910), duc d'Alençon
│ │ │ │ │ │ │ │ X Sofia de Baviera (1847-1897)
│ │ │ │ │ │ │ │ │
│ │ │ │ │ │ │ │ ├─>Manel (1872-1931), «duc de Vendôme»
│ │ │ │ │ │ │ │ │ X Enriqueta de Bèlgica (1870-1948)
│ │ │ │ │ │ │ │ │ │
│ │ │ │ │ │ │ │ │ ├─>Lluïsa (1896-1973)
│ │ │ │ │ │ │ │ │ │ X 1) Felip de Borbó-Sicília (1885-1949)
│ │ │ │ │ │ │ │ │ │ X 2) Walter Kingsland (1888-1961)
│ │ │ │ │ │ │ │ │ │
│ │ │ │ │ │ │ │ │ ├─>Sofia (1898-1928)
│ │ │ │ │ │ │ │ │ │
│ │ │ │ │ │ │ │ │ ├─>Genoveva (1901-1983)
│ │ │ │ │ │ │ │ │ │ X Antoni Marquès de Chaponay (1893-1956)
│ │ │ │ │ │ │ │ │ │
│ │ │ │ │ │ │ │ │ └─>Carles Felip (1905-1970), «duc de Nemours, de Vendôme i d'Alençon»
│ │ │ │ │ │ │ │ │ X Margaret Watson (1899-1993)
│ │ │ │ │ │ │ │ │
│ │ │ │ │ │ │ │ └─>Lluïsa (1869-1952)
│ │ │ │ │ │ │ │ X Alfons de Baviera (1862-1933)
│ │ │ │ │ │ │ │
│ │ │ │ │ │ │ ├─>Margarida (1846-1896)
│ │ │ │ │ │ │ │ X Wladislaw Czartoryski (1828-1894)
│ │ │ │ │ │ │ │
│ │ │ │ │ │ │ └─>Blanca (1857-1932)
│ │ │ │ │ │ │
│ │ │ │ │ │ ├─>Francesca (1816-1818)
│ │ │ │ │ │ │
│ │ │ │ │ │ ├─> 
Clementina
 (1817-1907)
│ │ │ │ │ │ │ X August de Saxònia-Coburg-Gotha (1818-1881)
│ │ │ │ │ │ │
│ │ │ │ │ │ ├─> 
Francesc
 (1818-1900), príncep de Joinville
│ │ │ │ │ │ │ X Francesca de Brasil (1824-1898)
│ │ │ │ │ │ │ │
│ │ │ │ │ │ │ ├─> 
Francesca
 (1844-1925)
│ │ │ │ │ │ │ │ X 
Robert d'Orleans
 (1840-1910), duc de Chartres
│ │ │ │ │ │ │ │
│ │ │ │ │ │ │ ├─>Pere (1845-1919), duc de Penthièvre
│ │ │ │ │ │ │ │
│ │ │ │ │ │ │ └─>un fill (1869-1869)
│ │ │ │ │ │ │
│ │ │ │ │ │ ├─>Carles (1820-1828), duc de Penthièvre
│ │ │ │ │ │ │
│ │ │ │ │ │ ├─> 
Enric
 (1822-1897), duc d'Aumâle
│ │ │ │ │ │ │ X Maria Carolina de Borbó-Sicília (1822-1869)
│ │ │ │ │ │ │ │
│ │ │ │ │ │ │ ├─>Lluís Felip (1845-1866), príncep de Condé
│ │ │ │ │ │ │ │
│ │ │ │ │ │ │ ├─>Enric (1847-1847), duc de Guisa
│ │ │ │ │ │ │ │
│ │ │ │ │ │ │ ├─>Francesc (1852-1852), «duc de Guisa»
│ │ │ │ │ │ │ │
│ │ │ │ │ │ │ └─>Francesc Lluís (1854-1854), «duc de Guisa»
│ │ │ │ │ │ │
│ │ │ │ │ │ └─> 
Antoni
 (1824-1890), duc de Montpensier
│ │ │ │ │ │ X 
Lluïsa Ferrana de Borbó-Espanya
 (1832-1897)
│ │ │ │ │ │ │
│ │ │ │ │ │ ├─>Maria Isabel (1848-1919), infanta d'Espanya
│ │ │ │ │ │ │ X 
Felip
 (1838-1894), comte de París
│ │ │ │ │ │ │
│ │ │ │ │ │ ├─>Maria Amàlia (1851-1870), infanta d'Espanya
│ │ │ │ │ │ │
│ │ │ │ │ │ ├─>Maria Cristina (1852-1879), infanta d'Espanya
│ │ │ │ │ │ │
│ │ │ │ │ │ ├─>Maria (1856-1861), infanta d'Espanya
│ │ │ │ │ │ │
│ │ │ │ │ │ ├─>Ferran (1859-1873), infant d'Espanya
│ │ │ │ │ │ │
│ │ │ │ │ │ ├─> 
Maria Mercè
 (1860-1878), infanta d'Espanya
│ │ │ │ │ │ │ X 
Alfons XII d'Espanya
 (1857-1885)
│ │ │ │ │ │ │
│ │ │ │ │ │ ├─>Felip (1862-1864), infant d'Espanya
│ │ │ │ │ │ │
│ │ │ │ │ │ ├─>Antoni (1866-1930), infant d'Espanya, duc de Galliera
│ │ │ │ │ │ │ X Eulàlia de Borbó-Espanya (1864-1958)
│ │ │ │ │ │ │ │
│ │ │ │ │ │ │ ├─>Alfons (1886-1975), duc de Galliera
│ │ │ │ │ │ │ │ X Beatriu de Grande-Bretanya (1884-1966)
│ │ │ │ │ │ │ │ │
│ │ │ │ │ │ │ │ ├─>Àlvar (1910-1997), duc de Galliera
│ │ │ │ │ │ │ │ │ X Carla Parodi Delfino (1909)
│ │ │ │ │ │ │ │ │ │
│ │ │ │ │ │ │ │ │ ├─>Gerarda (1939)
│ │ │ │ │ │ │ │ │ │ X Harry Saint (1941)
│ │ │ │ │ │ │ │ │ │
│ │ │ │ │ │ │ │ │ ├─>Alonso (1941-1975)
│ │ │ │ │ │ │ │ │ │ X Emilia Ferrara Pignatelli dei Principi di Strongoli (1940)
│ │ │ │ │ │ │ │ │ │ │
│ │ │ │ │ │ │ │ │ │ ├─>Alfons (1968), duc de Galliera
│ │ │ │ │ │ │ │ │ │ │ X Verònica Goeders (1970)
│ │ │ │ │ │ │ │ │ │ │ │
│ │ │ │ │ │ │ │ │ │ │ └─>Alonso (1994)
│ │ │ │ │ │ │ │ │ │ │
│ │ │ │ │ │ │ │ │ │ └─>Àlvar (1979)
│ │ │ │ │ │ │ │ │ │
│ │ │ │ │ │ │ │ │ ├─>Beatriu (1943)
│ │ │ │ │ │ │ │ │ │ X Tomasso dei Conti Farini (1938)
│ │ │ │ │ │ │ │ │ │
│ │ │ │ │ │ │ │ │ └─>Àlvar (1947)
│ │ │ │ │ │ │ │ │ X Giovanna San Martino d'Aglié dei Marchesi di Fontanetto (1945)
│ │ │ │ │ │ │ │ │ │
│ │ │ │ │ │ │ │ │ ├─>Maria del Pilar (1975)
│ │ │ │ │ │ │ │ │ │
│ │ │ │ │ │ │ │ │ ├─>Andrea (1976)
│ │ │ │ │ │ │ │ │ │
│ │ │ │ │ │ │ │ │ └─>Aloïs (1979)
│ │ │ │ │ │ │ │ │
│ │ │ │ │ │ │ │ ├─>Alonso (1912-1936)
│ │ │ │ │ │ │ │ │
│ │ │ │ │ │ │ │ └─>Ataulf (1913-1974)
│ │ │ │ │ │ │ │
│ │ │ │ │ │ │ └─>Luiz Fernando (1888-1945)
│ │ │ │ │ │ │ X Maria Say (1857-1943)
│ │ │ │ │ │ │
│ │ │ │ │ │ └─>Lluís (1867-1874), infant d'Espanya
│ │ │ │ │ │
│ │ │ │ │ ├─>Ne (1777-1782), senyoreta de Chartres
│ │ │ │ │ │
│ │ │ │ │ ├─>Eugènia Adelaida Lluïsa (1777-1847)
│ │ │ │ │ │ X N, Baró Athelin
│ │ │ │ │ │
│ │ │ │ │ ├─>Antoni Felip (1775-1807), duc de Montpensier
│ │ │ │ │ │
│ │ │ │ │ └─>Lluís Carles Alfons (1779-1808), comte de Beaujolais
│ │ │ │ │
│ │ │ │ └1>Lluïsa Maria Teresa Batilde (1750-1822)
│ │ │ │ X 1770 Lluís Enric Josep (1756-1830), duc de Borbó, príncep de Condé
│ │ │ │
│ │ │ └─>Lluïsa Magdalena (1726-1728), senyoreta d'Orleans
│ │ │
│ │ ├─>Lluïsa Elisabet (1709-1742)
│ │ │ X 1722 
Lluís I d'Espanya

│ │ │
│ │ ├─>Filipina Élisabeth (1714-1734), senyoreta de Beaujolais
│ │ │
│ │ └─>Lluïsa Diana (1716-1736), senyoreta de Chartres
│ │ X 1732 Lluís Francesc I de Borbó, príncep de Conti
│ │
│ └2>Elisabet Carlota (1676-1744)
│ X 1698 
Leopold de Lorena

│
├2> 
Elisabet
 (1602-1644)
│ X 
Felip IV d'Espanya

│
├2> 
Cristina
 (1606-1663)
│ X 
Víctor Amadeu I de Savoia

│
├2>Nicolau Enric (1607-1611), duc d'Orleans
│
├2> 
Gastó
, duc d'Orleans
│ x 1) 
Maria de Borbó
 (1605-1627), duquessa de Montpensier
│ X 2) Margarida de Lorena (1615-1672)
│ │
│ ├1> 
Anna Maria Lluïsa d'Orleans
 (1627-1693), duquessa de Montpensier
│ │
│ ├2>Margarida (1645-1721)
│ │ X 1661 Cosme III de Mèdici
│ │
│ ├2>Elisabet (1646-1696)
│ │ X Lluís Josep de Lorena, duc de Guisa
│ │
│ ├2>Francesca (1648-1664)
│ │ X Carles Manuel II de Savoia
│ │
│ ├2>Joan Gastó (1650-1652), duc de Valois
│ │
│ └2>Maria Anna (1652-1695)
│
└2> 
Enriqueta
 (1609-1699)
X 
Carles I d'Anglaterra i d'Escòcia
```

## Taula dels reis de França
| Dinastia borbònica                                                        |                                                            |                                            |
| Enric IV el Gran 1553-1610 Rei de França 1589-1610                        |                                                            |                                            |
| Lluís XIII el Just 1601-1643 Rei de França 1610-1643                      |                                                            |                                            |
| Lluís XIV el Gran 1638-1715 Rei de França 1643-1715                       |                                                            |                                            |
| Lluís de França 1661-1711 Gran Delfí                                      |                                                            |                                            |
| Lluís de França 1682-1712 Delfí                                           |                                                            |                                            |
| Lluís XV l'Estimat 1710-1774 Rei de França 1715-1774                      |                                                            |                                            |
| Lluís de França 1729-1765 Delfí                                           |                                                            |                                            |
| Lluís XVI 1754-1793 Rei de França 1774-1791, rei dels francesos 1791-1792 | Lluís XVIII 1755-1824 Rei de França 1814-1815, i 1815-1824 | Carles X 1757-1836 Rei de França 1824-1830 |